# Philosophie d'Albert Camus
 (mars 2024).
Cet article concerne la théorie philosophique de l'absurde selon Albert Camus. Pour les articles homonymes, voir Philosophie de l'absurde et Absurde, Absurd.

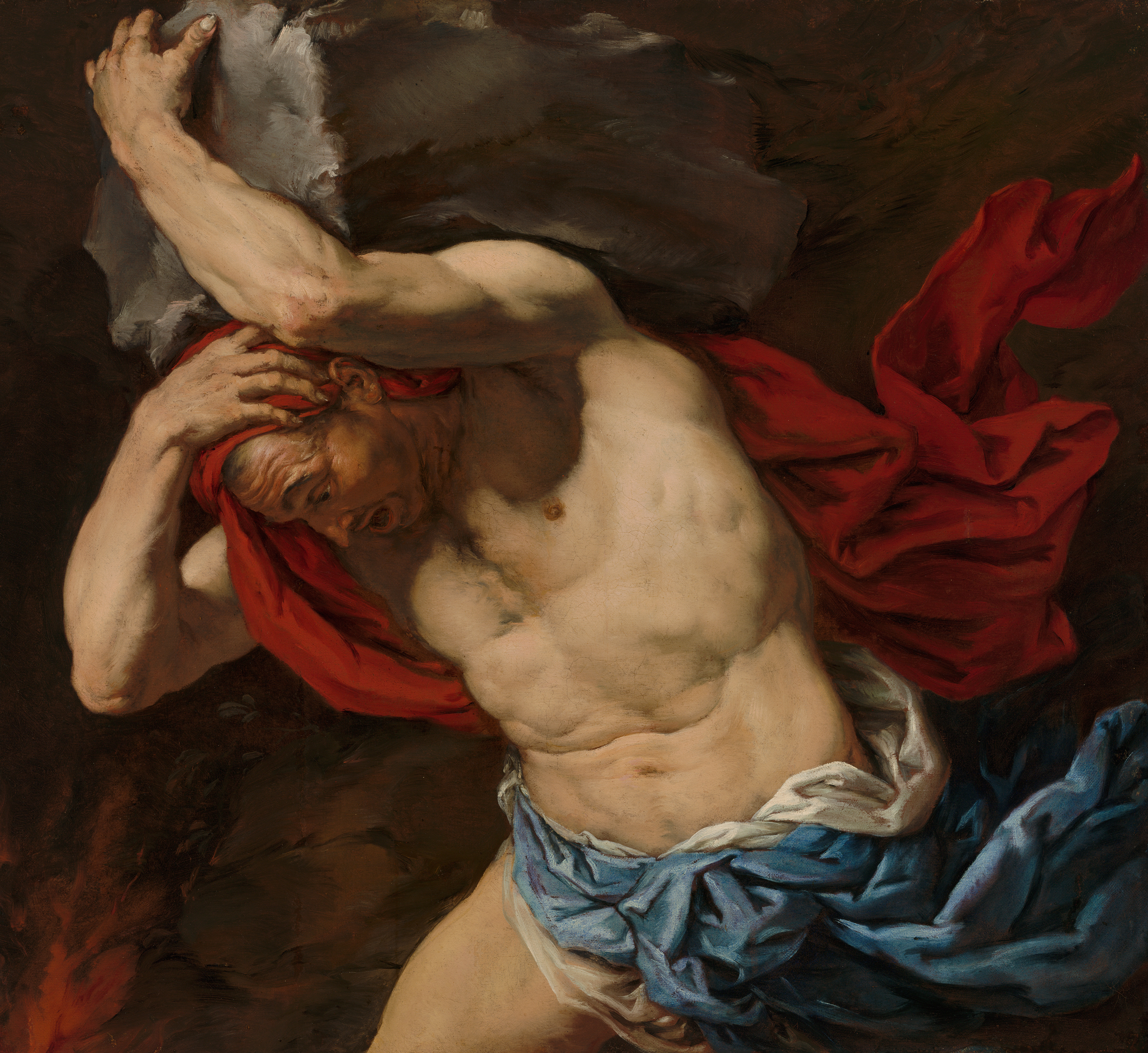
Sisyphus, par Antonio Zanchi, 1660-1665.

La philosophie d'Albert Camus, la philosophie de l'absurde ou l'absurde camusien désigne l'œuvre et la pensée philosophique de l'écrivain Albert Camus. Basée sur la théorie de l'absurde, cette philosophie est influencée par les idées politiques, libertaires, sociales et écologiques de l'auteur ; et s'inspire de précédents courants philosophiques, tels que la philosophie grecque, le nihilisme, la pensée nietzschéenne et l'existentialisme. Elle s'articule autour de trois cycles majeurs : « l'absurde », « la révolte » et « l'amour ». Chacun des cycles est lié à un mythe grec (Sisyphe, Prométhée et Némésis) et explore des thèmes spécifiques ; le fil conducteur demeurant le désespoir de l'Homme, constamment animé par la recherche inlassable du sens du monde et de la vie. 

« J’avais un plan précis quand j’ai commencé mon œuvre : je voulais d'abord exprimer la négation. Sous trois formes. Romanesque : ce fut L'Étranger. Dramatique : Caligula et Le Malentendu. Idéologique : Le Mythe de Sisyphe. Je n'aurais pu en parler si je ne l’avais vécu ; je n’ai aucune imagination. Mais c’était pour moi, si vous voulez bien, le doute méthodique de Descartes. Je savais que l’on ne peut vivre dans la négation et je l’annonçais dans la préface au Mythe de Sisyphe ; je prévoyais le positif sous les trois formes encore. Romanesque : La Peste. Dramatique : L'État de siège et Les Justes. Idéologique : L'Homme révolté. J'entrevoyais déjà une troisième couche autour du thème de l'amour. Ce sont les projets que j’ai en train »

— Albert Camus à Stockholm en 1957, cité par Roger Quilliot dans Essais, II, p. 1610,,.
Le cycle de l'absurde, ou la négation, aborde principalement le suicide et la condition humaine. Il est exprimé au travers de quatre œuvres de Camus : le roman L'Étranger et l'essai Le Mythe de Sisyphe (1942), puis les pièces de théâtre Caligula et Le Malentendu (1944). En refusant le refuge de la croyance, l’Homme prend conscience que son existence tourne autour d'actes répétitifs et privés de sens. La certitude de la mort ne fait que renforcer, selon l'écrivain, le sentiment d'inutilité de toute existence. L'absurde est donc le sentiment que ressent l'homme confronté à l'absence de sens face à l'Univers, le constat douloureux de sa séparation avec le monde. Se pose alors la question de la légitimité du suicide mais aussi du meurtre.
Le cycle de la révolte, dit le positif, est une réponse directe à l'absurde. Il est également exprimé par quatre de ses œuvres : le roman La Peste (1947), les pièces de théâtre L'État de siège (1948) et Les Justes (1949), puis l'essai L'Homme révolté (1951). Concept positif d'affirmation de l'individu, où seuls l'action et l'engagement comptent face au tragique du monde, la révolte est pour l'écrivain la manière de vivre l'absurde, connaître notre destin fatal et néanmoins l'affronter : « L'homme refuse le monde tel qu'il est, sans accepter de lui échapper ». C'est l'intelligence aux prises avec le « silence déraisonnable du monde ». Se priver d'une vie éternelle libère des contraintes imposées par un improbable futur, l’Homme y gagne en liberté d'action, en lucidité et en dignité.
La philosophie de l'absurde a donc pour finitude un humanisme singulier. Avançant un message de résilience, de lucidité et d'émancipation face à l'absurdité de la condition humaine, elle incite à créer ses propres significations à travers des choix personnels et des engagements, et à embrasser tout le possible de sa liberté. Car Camus affirme que, même dans l'absurde, il y a de la place pour la passion et la rébellion ; et bien que l'Univers puisse être indifférent à notre quête de sens, cette recherche est en elle-même significative. Dans Le Mythe de Sisyphe, ce dernier, malgré son destin absurde, trouve une forme de libération dans son labeur incessant : « il faut imaginer Sisyphe heureux ». 
Avec le cycle de l'amour et la pensée de midi, la philosophie de l'absurde se complète par un principe de mesure et de plaisir, proche de l'épicurisme.

## Cycle de l'absurde

### Prise de conscience de l'absurde
L'expérience de l’absurde, qui, « au détour de n'importe quelle rue peut frapper à la face de n’importe quel homme », est d'abord un sentiment, un sentiment de lassitude, voire d’écœurement, éprouvé par l'Homme contraint à un travail aliéné et qui prend conscience que son existence tourne autour d'actes répétitifs et privés de sens. Ce sentiment survient lorsque se produit une rupture avec l’automatisme du quotidien, avec le tissu d’habitudes acceptées sans questionnement préalable, la soumission aux rôles fixés par le monde. L’acceptation acritique des influences, des normes, de l’attendu, fixe les hommes à des tâches, commande leur comportement et leurs pensées. L’absurde est aussi la réalisation qu'il n’y a pas une unique morale, mais une multitude d'entre elles : la morale religieuse et ses préceptes, mais aussi la morale qui découle des obligations sociales. Ces morales « de la qualité » impliquent des façons de « bien » vivre, « bien » penser, « bien » agir envers soi et les autres. Elles reposent toutes sur l’idée que la vie a un sens, et que ce sens permet de juger en bien ou en mal les actions des vivants. La mère, le conjoint, l’étudiant… la morale impose à ces rôles d’incarner la norme, de se plier aux contraintes qui font faire ce qui est vu comme « bon ». Tout cela se fait dans l’illusion d’une liberté. C'est dans ces moments de clarté effrayants, dans cette réalisation du caractère machinal de l’existence, de l’étrangeté de la nature et de l’hostilité primitive du monde, que l'Homme ressent l’absurdité de la vie. La certitude de la mort ne fait que renforcer, selon Camus, le sentiment d'inutilité de toute existence. Il qualifie alors cette première réflexion sur l'absurde fondamentale, elle est « la notion essentielle et la première vérité »,,. On pourrait parler de crise existentielle, mais il n'a jamais utilisé ce terme.

« Si loin qu’on puisse se tenir de tout préjugé, moral ou social, on les subit en partie et même, pour les meilleurs d'entre eux (il y a de bons et de mauvais préjugés), on leur conforme sa vie. Ainsi l'homme absurde comprend qu'il n'était réellement pas libre  [...] (Je) le vois bien maintenant, que de prendre au sérieux la liberté de l'homme. L'absurde m'éclaire [ainsi] sur ce point : il n'y a pas de lendemain. Voici désormais la raison de ma liberté profonde. »

— Albert Camus, Le Mythe de Sisyphe, p. 81 et 82.
Pour Camus, en plus de priver l’homme de sa liberté, ces injonctions sournoises font de lui un « coupable en puissance ». Chaque homme a déjà réprimé des désirs dont il n’aurait pas eu à rougir dans d'autres circonstances. Malgré cela, l’existence humaine vide d’interrogations donne l’illusion d’un sens, au moins pragmatique. L’expérience de l'absurde se déclenche lorsque l’homme s’éveille, et rompt, par un « pourquoi », par une interrogation, sa passivité face au monde : 

« Il arrive que les décors s’écroulent. Lever, tramway, quatre heures de bureau et d’usines, repas, tramway, quatre heures de travail, repas, sommeil et lundi mardi mercredi jeudi vendredi et samedi sur le même rythme, cette route se suit aisément la plupart du temps. Un jour seulement, « le pourquoi » s’élève et tout commence dans cette lassitude teintée d'étonnement. « Commence », ceci est important. La lassitude est à la fin des actes d'une vie machinale, mais elle inaugure en même temps le mouvement de la conscience. Elle l'éveille et elle provoque la suite. La suite, c'est le retour inconscient dans la chaîne, ou c'est l'éveil définitif. Au bout de l'éveil vient, avec le temps, la conséquence : suicide ou rétablissement. En soi, la lassitude a quelque chose d'écœurant. Ici, je dois conclure qu'elle est bonne. Car tout commence par la conscience et rien ne vaut que par elle. Ces remarques n'ont rien d'original. Mais elles sont évidentes : cela suffit pour un temps, à l'occasion d'une reconnaissance sommaire dans les origines de l'absurde. Le simple « souci » est à l'origine de tout. »

— Albert Camus, Le Mythe de Sisyphe, p. 27.
À cet instant, l’habitude machinale qui distrayait et détournait l’homme de la question du sens de la vie, mais aussi de l’inéluctabilité de sa propre fin, de la séparation irrémédiable entre lui et l'éternité du monde, se brise. « Ce divorce entre l’homme et sa vie, l’acteur et son décor, c’est proprement le sentiment de l’absurdité ». L’illusion prend fin, et l’homme prend alors conscience de l’absence fracassante de sens de la condition humaine et de l'éternel retour nietzschéen

#### L'incompatibilité
Selon Albert Camus, ce n’est pas l’existence humaine ou le monde en eux-mêmes qui sont absurdes, c’est le fait qu'ils cohabitent et sont cependant incompatibles, c'est la relation que l’individu entretient avec le monde. L’un n’est que changement et réalité éphémère, alors que l’autre paraît immuable et éternel. L'Homme qui, conscient de la finitude de l’existence, cherche un sens à sa vie, se heurte à l’absence radicale de sens du monde. Camus explique qu'alors « l'absurde naît de cette confrontation entre l'appel humain et le silence déraisonnable du monde ». Il avance aussi que l’Homme est différent, une sorte d’exception de la nature, un être dont l’esprit n’est pas calqué sur la réalité de son cosmos : il est « la seule créature qui refuse d'être ce qu'elle est ».

« L'absurde naît de cette confrontation entre l'appel humain et le silence déraisonnable du monde [...] Sur le plan de l'intelligence, je puis donc dire que l'absurde n'est pas dans l'homme (si une pareille métaphore pouvait avoir un sens), ni dans le monde, mais dans leur présence commune. »

— Albert Camus, Le Mythe de Sisyphe, p. 45 et 48.
L’absurde est donc la contradiction entre la quête de sens, le profond désir de compréhension de l’Homme (son besoin viscéral de donner un sens à ses actions et à l’univers), et le caractère irrationnel du monde, en ce qu'il est vide de sens et d’explications (son « silence déraisonnable »). Il est l’envers de l’illusion selon laquelle l’homme est le centre du monde ; il se donne à vivre comme la découverte que « le monde n’est pas là pour nous faire plaisir » (Nietzsche), comme l’épreuve de l’indifférence la plus totale du monde vis-à-vis de l’homme. D’un côté, « le désir profond de l'esprit [humain] [...] est exigence de familiarité, appétit de clarté [de compréhension, de sens] ». De l’autre côté, bien que l’homme puisse observer et décrire les objets, corps et phénomènes dont le monde est composé, il est incapable d’y identifier une véritable raison d’être : 

« De qui et de quoi en effet puis-je dire : « Je connais cela ! ». Ce cœur en moi, je puis l'éprouver et je juge qu'il existe. Ce monde, je puis le toucher et je juge encore qu'il existe. Là s'arrête toute ma science, le reste est construction. [...] Je comprends que si je puis par la science saisir les phénomènes et les énumérer, je ne puis pas pour autant appréhender le monde. Quand j'aurais suivi du doigt son relief tout entier, je n'en saurai pas plus »

— Albert Camus, Le Mythe de Sisyphe, p. 32 et 34.
Si l’Homme peut acquérir une connaissance partielle du monde, il ne peut pas en démêler le sens profond, ni même y discerner un sens à sa propre existence. Dans l’expérience qu’il fait de son environnement, un résidu irrationnel persiste, quelque chose qui lui échappe, un pourquoi qui reste sans réponse et qui entre en opposition avec son besoin substantiel de clarté. Même la science n'offre qu’une connaissance fragmentaire de ce qui l'entoure. Elle ne peut apporter une explication complète, claire, universelle aux questions posées par l’expérience de l’absurde. En somme, tandis que l’Homme est volonté de sens et de raison, le monde en est dépourvu. Cette dissonance, c’est l’absurde.

#### Vivre sur l’avenir
Une autre forme d’habitude à laquelle l’absurde s’attaque est le fait de vivre sur l’avenir. « Demain, quand je serai grand, quand j’aurai une situation stable, quand j’aurai suffisamment d’argent [...]». L’homme qui se projette ainsi dans le futur est également bercé par cette illusion d’un sens pragmatique : ses actes présents sont effectués dans la perspective de résultats prochains (et de plus souvent initiés par les obligations morales). Or, le prochain du prochain, le lendemain du lendemain du lendemain… C’est la mort. Le néant. La finalité ultime de l’existence est un non-sens par excellence. Qu’importe la vie menée, l’après reste toujours aussi inéluctable, et son inéluctabilité rend vains les agissements du présent. Par son caractère infini, la temporalité du monde est profondément inhumaine. L'homme y est étranger.
Mais « les hommes aussi sécrètent de l’inhumain. Dans certaines heures de lucidité, l’aspect mécanique de leurs gestes, leur pantomime privée de sens rend stupide tout ce qui les entoure. Un homme parle au téléphone derrière une cloison vitrée ; on ne l’entend pas, mais on voit sa mimique sans portée : on se demande pourquoi il vit. Ce malaise devant l’inhumanité de l’homme même, cette incalculable chute devant l'image de ce que nous sommes, cette « nausée », comme l'appelle un auteur de nos jours, c’est aussi l’absurde ». L'Homme ne peut trouver réconfort chez son semblable : ni l’étranger, ni le proche le plus intime, ne peuvent atténuer l’épaisseur et l’hostilité du monde. Au contraire, leur caractère machinal, l’irréductible inaccessibilité de leur esprit renforcent le pourquoi venu éveiller la conscience de l’absurde. Ainsi, confronté à l’absurdité de son quotidien, à l’étrangeté de l’univers, du temps, des autres, l’Homme est saisi d'angoisse, de désespoir : « Commencer à penser, c’est commencer d’être miné ». Être en quête de sens condamne à affronter le silence et l'irrationalité du monde, il est en proie à ses « passions déchirantes ». Seule une certitude persiste, celle de sa propre fin.

« La mort est là comme seule réalité. Après elle, les jeux sont faits. »

— Albert Camus, Le Mythe de Sisyphe, p. 81.

### Réponse à l'absurde
Ainsi, Camus se demande si le fossé entre la raison humaine et le monde déraisonnable, qui forment l'absurde, est simplement franchissable. En d’autres termes, si la vie vaut véritablement la peine d’être vécue, puisque tôt ou tard, nous devons mourir et que le monde restera de toute façon muet aux questions humaines. Cette sensibilité absurde est le résultat d’un conflit. D'un côté, nous faisons des projets raisonnables pour notre vie et, de l'autre, nous sommes confrontés à un monde imprévisible qui ne correspond pas à nos idées. Alors qu’est-ce qui est absurde ? Camus répond : être raisonnable dans un monde déraisonnable. C’est le conflit fondamental auquel nous sommes confrontés : la tension entre nos idées raisonnables sur le monde qui entrent en collision avec ce que nous vivons réellement au fil du temps (par exemple, nous pouvons affirmer avec audace que nos idées sur le monde sont « éternelles », alors que nous savons que la durée de notre vie est limitée). Ainsi, si la raison et un monde déraisonnable sont les éléments clés, alors – soutient Camus – nous pourrions « tricher » et éviter le problème de l’absurde en éliminant simplement l’un des deux ; c'est ce qu'il appelle « l'esquive ».

#### Le suicide
Pour Camus, « la suite [du mouvement de la conscience, de l’expérience de l’absurde], c’est le retour inconscient dans la chaîne, ou c’est l’éveil définitif. Au bout de l'éveil vient, avec le temps, la conséquence : suicide ou rétablissement ». Le suicide est le résultat d’une incompréhension du monde qui nous entoure, une incompréhension ontologique, une incompréhension du rôle qui est celui de l’homme. Le sentiment d’absurde est-il insupportable au point qu’il faille empêcher, par la mort, toute confrontation entre l’homme et le monde qui lui est étranger ? 

« Il n’y a qu’un problème philosophique vraiment sérieux : c’est le suicide. Juger que la vie vaut ou ne vaut pas la peine d’être vécue, c’est répondre à la question fondamentale de la philosophie. Le reste, si le monde a trois dimensions, si l’esprit a neuf ou douze catégories, vient ensuite. Ce sont des jeux ; il faut d’abord répondre. »

— Albert Camus, incipit du Mythe de Sisyphe.

« Se tuer, dans un sens, et comme au mélodrame, c'est avouer. C'est avouer qu'on est dépassé par la vie ou qu'on ne la comprend pas. N'allons pas trop loin cependant dans ces analogies et revenons aux mots courants. C'est seulement avouer que cela « ne vaut pas la peine ». Vivre, naturellement, n'est jamais facile. On continue à faire les gestes que l'existence commande, pour beaucoup de raisons dont la première est l'habitude. Mourir volontairement suppose qu'on a reconnu, même instinctivement, le caractère dérisoire de cette habitude, l'absence de toute raison profonde de vivre, le caractère insensé de cette agitation quotidienne et l'inutilité de la souffrance. [...] Tous les hommes sains ayant songé à leur propre suicide, on pourra reconnaître, sans plus d'explications, qu'il y a un lien direct entre ce sentiment et l'aspiration vers le néant. »

— Albert Camus, Le Mythe de Sisyphe, p. 18.

Albert Camus ne peut justifier philosophiquement le suicide et ne pense pas qu’une existence insensée commande logiquement le suicide, il serait un geste extrême d’acceptation : nous accepterions la contradiction entre notre raison humaine et le monde déraisonnable ; et se suicider pour faire respecter la raison, soutient Camus, n’est pas vraiment raisonnable. Ce n'est qu’après avoir pris pleinement conscience qu’il ne peut trouver de sens dans l’univers que c’est à l’homme lui-même de lui en donner un : « C'est ici qu'on voit à quel point l'expérience absurde s'éloigne du suicide. On peut croire que le suicide suit la révolte. Mais à tort. Car il ne figure pas son aboutissement logique. Il est exactement son contraire, par le consentement qu'il suppose ». 

« C'est facile, c'est tellement plus facile de mourir de ses contradictions que de les vivre »

— Dora dans Les Justes, Albert Camus, Gallimard, coll. « Folio », p.141.
La citation attribuée à Camus « Devrais-je/Dois-je me suicider/tuer ou prendre une tasse de café ?», plus connue en anglais comme « Should I kill myself or have a cup of coffee? », est apocryphe. Son origine diffère selon les sources,,,,,. Mais elle reste un résumé intéressant de l’idée centrale du cycle de l’absurde : si nous supposons que nous sommes tous conscients de notre mort relativement proche et croyons également que la vie n’a aucun sens, quelle différence cela fait-il de choisir entre se suicider ce matin ou prendre une tasse de café ? Cette réponse nihiliste et anhédonique correspond en partie à l'homme absurde qu'est Meursault dans L'Étranger. Bien qu'Albert Camus lui, dans son œuvre, argumente contre l'idée du suicide. Dans La Mort Heureuse également, Marthe dit, en pensant à Zagreus qui vient de mourir : « Il y a des jours où on voudrait être à sa place. Mais des fois, il faut plus de courage pour vivre que pour se tuer »,.
En dehors du suicide, Camus envisage deux réponses possibles à l’absurde : l’homme peut soit tenter de refuser, de s’évader de sa nouvelle condition — ce qu'il appelle la voie du croyant, soit y consentir — ce qu'il appelle la voie du philosophe. Toutefois, « [il] existe un fait d’évidence qui semble tout à fait moral, c’est qu’un homme est toujours la proie de ses vérités. Une fois reconnues, il ne saurait s’en détacher. Il faut bien payer un peu. Un homme devenu conscient de l’absurde lui est lié pour jamais ». Ni le philosophe ni le croyant ne se libèrent de l’absurde. Ils vivent, chacun différemment, avec cette réalisation nouvelle.

#### La figure du croyant: le suicide philosophique
Pour Camus, là où le philosophe poursuit une voie positive, le croyant en suit une négative. Ne supportant pas l’angoisse et le désespoir liés à la réalisation d’un monde insensé, il cherche à fuir sa condition en niant le monde déraisonnable et la raison. Il « fait un saut », c’est-à-dire qu’il tire de l’expérience d’absurde une « vérité » qui n’en découle pourtant pas. Camus qualifie ce saut de « suicide philosophique », forme de « négation rédemptrice » de la réalité (il précise : « Je prends la liberté d’appeler ici suicide philosophique l’attitude existentielle. Mais ceci n’implique aucun jugement. C’est une façon commode de désigner le mouvement par quoi une pensée se nie elle-même et tend à se surpasser dans ce qui fait sa négation »). Pour lui, le croyant divinise le « résidu d’irrationnel » de l’univers : ce qui dans le monde lui échappe n’est plus le fait des limites de la raison — qu’il pose comme obsolète, trompeuse, futile — mais celui d’un être ou un dieu qui le dépasse. Cette projection dans l’être divin permet au croyant de surmonter l’angoisse et le désespoir du début. Dans la promesse d’une vie éternelle, dans la croyance en l’existence d’un dieu qui le dépasse, il trouve une consolation nouvelle. La mort, la finitude, à l’origine déclencheur de l’expérience d’absurde, devient raison d’espérer : elle est la promesse d’une existence plus pleine.

La première solution consiste donc à ignorer l’absurdité de notre existence, c'est-à-dire le monde déraisonnable. Contrairement à des évidences, nous pourrions prétendre que les choses sont stables et vivre notre vie selon des objectifs lointains (la retraite, les grandes avancée, une vie après la mort, le progrès de l'humanité etc). Camus affirme que si nous le faisons, nous ne pouvons pas agir librement, puisque nos actions sont liées à ces plans éternels qui sont le plus souvent voués à se briser dans les falaises du monde déraisonnable. À ce stade, s’accrocher à nos modèles raisonnables ne serait plus raisonnable. Nous serions obligés de vivre dans le déni, il faudrait y croire.

« Tout le malheur des hommes vient de l'espérance qui les arrache au silence de la citadelle, qui les jette sur les remparts dans l'attente du salut. Ces mouvements déraisonnables n'ont d'autre effet que de rouvrir des plaies soigneusement bandées. C'est pourquoi Épicure ne nie pas les dieux, il les éloigne, mais si vertigineusement, que l'âme n'a plus d'autre issue que de s'emmurer à nouveau. « L'être bienheureux et immortel n'a point d'affaire et n'en crée a personne. » Et Lucrèce, renchérissant : « Il est incontestable que les dieux, par leur nature même, jouissent de l'immortalité au milieu de la paix la plus profonde, étrangers à nos affaires dont ils sont tout à fait détachés ». Oublions donc les dieux, n'y pensons jamais et « ni vos pensées du jour ni vos songes de la nuit ne vous causeront de troubles ». »

— Albert Camus, L'Homme révolté, p. 49.
Et la seconde stratégie pour éviter l'absurde est donc d’abandonner le raisonnement. Camus l'évoque en faisant allusion aux philosophes qui, soit déclarent que le raisonnement est un outil inutile (Léon Chestov, Karl Jaspers), soit affirment que ce monde suit un raisonnement divin que les humains ne peuvent tout simplement pas comprendre (Søren Kierkegaard).
Ces deux manières d’éviter l’absurde (la croyance religieuse ou irrationnelle et la critique de la raison) sont inacceptables pour Camus, et qualifie donc de « suicide philosophique » cette stratégie visant à ignorer le problème de l'absurdité :

« Il y a dans la condition humaine, c'est le lieu commun de toutes les littératures, une absurdité fondamentale en même temps qu'une implacable grandeur. Les deux coïncident, comme il est naturel. Toutes deux se figurent, répétons-le, dans le divorce ridicule qui sépare nos intempérances d'âme et les joies périssables du corps. L'absurde, c'est que ce soit l'âme de ce corps qui le dépasse si démesurément. Pour qui voudra figurer cette absurdité, c'est dans un jeu de contrastes parallèles qu'il faudra lui donner vie. C'est ainsi que Kafka exprime la tragédie par le quotidien et l'absurde par le logique. 
Un acteur prête d'autant plus de force à un personnage tragique qu'il se garde de l'exagérer. S'il est mesuré, l'horreur qu'il suscite sera démesurée. La tragédie grecque à cet égard est riche d'enseignements. Dans une œuvre tragique, le destin se fait toujours mieux sentir sous les visages de la logique et du naturel. Le destin d'Œdipe est annoncé d'avance. Il est décidé surnaturellement qu'il commettra le meurtre et l'inceste. Tout l'effort du drame est de montrer le système logique qui, de déduction en déduction, va consommer le malheur du héros. Nous annoncer seulement ce destin inusité n'est guère horrible, parce, que c'est invraisemblable. Mais si la nécessité nous en est démontrée dans le cadre de la vie quotidienne, société, état, émotion familière, alors l'horreur se consacre. Dans cette révolte qui secoue l'homme et lui fait dire : « Cela n'est pas possible », il y a déjà la certitude désespérée que « cela » se peut. [...]
Il est singulier [...] que des œuvres d'inspiration parente comme celles de Franz Kafka, Kierkegaard ou Chestov, celles, pour parler bref, des romanciers et philosophes existentiels, tout entières tournées vers l'absurde et ses conséquences, aboutissent en fin de compte à un immense cri d'espoir. Ils embrassent le Dieu qui les dévore. C'est par l'humilité que l'espoir s'introduit. Car l'absurde de cette existence les assure un peu plus de la réalité surnaturelle. Si le chemin de cette vie aboutit à Dieu, il y a donc une issue. Et la persévérance, l'entêtement avec lesquels Kierkegaard, Chestov et les héros de Kafka répètent leurs itinéraires sont un garant singulier du pouvoir exaltant de cette certitude. »

— Albert Camus, « Appendice : L'espoir et l'absurde dans l'œuvre de Franz Kafka », Le Mythe de Sisyphe, p. 175, 176 et 183.

#### La figure du philosophe: la révolte
À l'inverse du nihilisme et du suicide philosophique, la posture philosophique implique le rejet de toute forme d’évasion, de détournement du sentiment d’absurde. Ainsi, si « l’absurde est le contraire de l’espoir », il n’a « rien à voir avec le désespoir »; l’absurde est une étape sur le chemin qui mène à l’amour et à la lucidité. C’est en cessant de croire en la chimère d’un monde qui dissimulerait quelque part, à notre intention, le trésor de sa signification, que l’homme s’affranchit de la déception et se rend, par-là même, disponible à la profusion du présent. Ne plus espérer ce qui sera, mais désirer ce qui est, ne plus se languir de ce qui manque, mais goûter ce qui est donné, c’est l’ultime leçon de l’absurde.

« Ô mon âme, n’aspire pas à la vie immortelle, mais épuise le champ du possible.
Μή, φίλα ψυχά, βίον ἀθάνατον,
σπεῦδε, τὰν δ᾽ ἔμπρακτον ἄντλει μαχανάν.  »

— Épigraphe du Mythe de Sisyphe, extrait de la Troisième Pythique, 61 de Pindare,.
Toutefois, Camus ne se fait pas grand apôtre du rationalisme : « Il faut encore le dire, le raisonnement que cet essai poursuit laisse entièrement de côté l'attitude spirituelle la plus répandue dans notre siècle éclairé : celle qui s'appuie sur le principe que tout est raison et qui vise à donner une explication au monde. [...] La plus pathétique de ces démarches est d'essence religieuse ; elle s'illustre dans le thème de l'irrationnel. Mais la plus paradoxale et la plus significative est bien celle qui donne ses raisons raisonnantes à un monde qu'elle imaginait tout d'abord sans principe directeur ». Camus critique la vision qui soutient que la raison permettra, à terme, d’éclairer l’homme confronté à l’absurde en finissant par trouver dans le monde un sens profondément rationnel à l’existence humaine. Pour lui, il s’agit là d’une « attitude spirituelle », « irrationnelle », qui prend cette fois la forme (paradoxale) d’une foi en la raison.
Cependant, Camus ne fait pas non plus une critique stricte de la raison. « Il est vain de nier absolument la raison. Elle a son ordre dans lequel elle est efficace. C'est justement celui de l'expérience humaine. C’est pourquoi nous voulons tout rendre clair. Si nous ne le pouvons pas, si l’absurde naît à cette occasion, c’est justement à la rencontre de cette raison efficace mais limitée et de l’irrationnel toujours renaissant ». Il considère seulement que la raison ne peut agir qu’au sein d’un champ d’exercice limité. Ce champ, ce sont les limites de l’homme absurde, qui, conscient qu’il n’a pas accès aux choses en elles-mêmes, indépendamment de lui, n’en propose qu’une interprétation. Cette idée fait écho au perspectivisme de Nietzsche, pour qui l’homme est incapable d’avoir accès à une réalité objective émancipée de sa propre appréciation subjective, d’un contexte culturel, d’une situation précise : « En psychologie comme en logique, il y a des vérités mais point de vérité. Le « connais-toi toi-même » de Socrate a autant de valeur que le « sois vertueux » de nos confessionnaux. Ils révèlent une nostalgie en même temps qu’une ignorance. Ce sont des jeux stériles sur de grands sujets. Ils ne sont légitimes que dans la mesure exacte où ils sont approximatifs ». En somme, toute vision est une interprétation singulière, jamais une vérité ou un savoir objectif et universel. Le champ des limites de la raison, c’est donc l’expérience humaine,.

« Le thème de l'irrationnel, tel qu'il est conçu par les existentiels, c'est la raison qui se brouille et se délivre en se niant. L'absurde, c'est la raison lucide qui constate ses limites. »

— Albert Camus, Le Mythe de Sisyphe, p. 71.

#### L'interprétation et la création
Si l’homme rompt avec son existence passive et machinale, s’il refuse de se détourner de l’absurde en faveur des croyances qui pourraient lui servir de refuge, s’il réalise l’impuissance de la raison à trouver un sens à sa vie et au monde, alors l’exercice de sa raison sort du champ de l’objectivité pour celui de l'interprétation et de la création.

Ce nouveau champ où s’exerce la raison créatrice est profondément libérateur. Premièrement, parce qu’aux yeux du philosophe, les morales qui lui étaient jusque-là imposées perdent, en même temps que l’existence, leur sens. Le monde, la vie étant irrationnels, les normes, les valeurs et les contraintes imposées sont elles aussi vidées de leur substance. Cependant, il ne faut pas ici tomber dans une analyse qui consisterait à croire que l’absurde rend les pires excès tolérables. Affirmer que l'absurde permet tout n'équivaut pas à dire que l'absurde « recommande le crime ». L'absurde « ne délivre pas, il lie ». Malgré son rapport au monde différent, l’homme absurde n’en est pas coupé. Simplement, il « rend leur équivalence aux conséquences des actes ». La culpabilité est niée, mais non la responsabilité. 

« L'absurde ne délivre pas, il lie. Il n'autorise pas tous les actes. Tout est permis ne signifie pas que rien n'est défendu. L'absurde rend seulement leur équivalence aux conséquences de ces actes. Il ne recommande pas le crime, ce serait puéril, mais il restitue au remords son inutilité. De même, si toutes les expériences sont indifférentes, celle du devoir est aussi légitime qu’une autre. On peut être vertueux par caprice. »

— Albert Camus, Le Mythe de Sisyphe, p. 94.
Reste à se demander pourquoi tous les actes ne sont pas autorisés dans la position absurde. L'universitaire Maurice Weyembergh (Albert Camus contemporain, PUS, 2009) répond que l’absurde a sa logique – Camus ne cesse de le rappeler – et que les actes qui pèchent contre elle sont ceux qui passent outre aux règles absurdes : « Le suicide, par exemple, ne respecte pas le maintien de l’opposition entre le désir d’unité et de transparence qui habite l’homme et la diversité et l’opacité du monde, opposition qui est la condition de possibilité de l’absurde. Se suicider équivaut alors à mettre un terme à l’absurde, à l’escamoter et non pas à le maintenir pour éventuellement pouvoir le dépasser. Mais les choses doivent être claires : si l’absurde ne recommande pas le meurtre, il ne l’interdit pas. Les règles de l’absurde sont formelles et vides, elles visent à son maintien, mais ne se prononcent pas sur le contenu des actes. Les « expériences sont indifférentes » et les « conséquences des actes sont équivalentes ». Dans L’Homme révolté, qui dépasse la position absurde, Camus note expressément : « Le sentiment de l’absurde, quand on prétend d’abord en tirer une règle d’action, rend le meurtre au moins indifférent et, par conséquent, possible […]. Point de pour ni de contre, l’assassin n’a ni tort ni raison. On peut tisonner les crématoires comme on peut aussi se dévouer à soigner les lépreux. Malice et vertu sont hasard ou caprice ». Le mot caprice est celui-là même que l’écrivain avait utilisé dans la citation, juste en dessus, du Mythe de Sisyphe.
L’absurde libère l’homme d’une vaine culpabilité afin qu’il puisse se tenir au plus près de ses désirs, au plus près de l’existence, et de son propre sens moral. Ensuite, puisque plus rien n’a de sens, les principes autrefois employés pour distinguer et hiérarchiser ce qui compose la vie et le monde ont eux aussi perdu le leur. Avec l’absurde, tout n’est qu’empreint d’une « divine équivalence qui naît de l’anarchie [...] La pétale de rose, la borne kilométrique ou la main humaine ont autant d'importance que l'amour, le désir ou les lois de la gravitation ». Mais c’est précisément grâce à cette anarchie naissante que l’homme peut attribuer aux objets une « attention privilégiée » et en réorganiser la hiérarchie d’un œil neuf, conscient. Puisque rien n’a de sens en dehors de celui que confère l’expérience humaine, le sens peut renaître en tout.

« Maintenant le principal est fait. Je tiens quelques évidences dont je ne peux me détacher. Ce que je sais, ce qui est sûr, ce que je ne peux nier, ce que je ne peux rejeter, voilà ce qui compte. Je peux tout nier de cette partie de moi qui vit de nostalgies incertaines, sauf ce désir d'unité, cet appétit de résoudre, cette exigence de clarté et de cohésion. Je peux tout réfuter dans ce monde qui m'entoure, me heurte ou me transporte, sauf ce chaos, ce hasard roi et cette divine équivalence qui naît de l'anarchie. Je ne sais pas si ce monde a un sens qui le dépasse. Mais je sais que je ne connais pas ce sens et qu'il m'est impossible pour le moment de le connaître »

— Albert Camus, Le Mythe de Sisyphe, p. 73.
L'Homme absurde connaît sa mortalité et pourtant ne l’accepte pas, connaît les limites de son raisonnement, mais pourtant y tient toujours, ressent le plaisir et la douleur de ses expériences et essaie pourtant d’en absorber autant que possible. Camus écrivait dans la préface de L'Envers et l'endroit : « Il n’y a pas d’amour de vivre sans désespoir de vivre ». Il nous invite à profiter de la vie pour les accomplissement qu'elle nous apporte, et non de forcément y chercher un sens intrinsèque. Il soutient donc que la vie vaut la peine d’être vécue, et qu’après avoir pris pleinement conscience qu’il ne peut trouver de sens dans l’univers, c’est à l’homme lui-même de lui en donner un.

## Cycle de la révolte

### La seule position cohérente
Face à l'absurde, en toute lucidité, sans détournement ni évasion, la seule possibilité est la révolte. Elle est la confrontation décidée et incessante avec l'absurde, c'est un défi aussi bien qu'une conquête. L'acceptation, explique Albert Camus, est la vraie rébellion contre une vie dénuée de sens ; accepter lucidement sa condition sans espoir, ainsi que la contradiction humaine, c'est être profondément libre. C'est être alors délié des règles communes et vivre consciemment. Vivre dans un univers absurde, c'est multiplier avec passion les expériences pour être en face du monde le plus souvent possible, il faut vivre avec le temps et mourir avec lui. L’absurde fait tendre l'homme vers lui-même : un être sans subterfuge, qui construit son propre destin. Sentir sa révolte, sa liberté, sa passion et le plus possible, c'est vivre et le plus possible : « Vivre, c'est faire vivre l'absurde. Le faire vivre, c'est avant tout le regarder. Au contraire d'Eurydice, l'absurde ne meurt que lorsqu'on s'en détourne. L'une des seules positions philosophiques cohérentes, c'est ainsi la révolte. Elle est un confrontement perpétuel de l'homme et de sa propre obscurité. Elle est exigence d'une impossible transparence. Elle remet le monde en question à chacune de ses secondes »,. 

« Si ce mythe est tragique, c’est que son héros est conscient. Où serait en effet sa peine, si à chaque pas l’espoir de réussir le soutenait ? L’ouvrier d’aujourd’hui travaille, tous les jours de sa vie, aux mêmes tâches et ce destin n’est pas moins absurde. Mais il n’est tragique qu’aux rares moments où il devient conscient. Sisyphe, prolétaire des dieux, impuissant et révolté, connaît toute l'étendue de sa misérable condition. C'est à elle qu'il pense pendant la descente, la clairvoyance qui devait faire son tourment, consomme du même coup sa victoire. Il n’est pas de destin qui ne se surmonte par le mépris. C'est parce qu'il y a de la révolte que la vie de Sisyphe mérite d'être vécue, la raison seule ne lui permet pas de conférer un sens à l'absurdité du monde. »

— Albert Camus, Le Mythe de Sisyphe, p. 163-164.
L’homme conscient de l’absurde ne s’épuise plus à chercher un sens à son existence et au monde : c’est lui qui le réinvente. Mais cette renaissance n’a pas supprimé l’absurde : l’univers est encore profondément irrationnel. Ce qui a changé, c’est le rapport que l’homme entretient avec lui : l’angoisse et le désespoir qu’il éprouvait face au silence insensé du monde laissent place à cette possibilité créatrice et au projet joyeux d’épuiser tout ce qui lui est donné de vivre et de penser.

« Sentir sa vie, sa révolte, sa liberté, et le plus possible, c'est vivre et le plus possible. Là où la lucidité règne, l'échelle des valeurs devient inutile. Soyons encore plus simplistes. Disons que le seul obstacle, le seul « manque » à gagner est constitué par la mort prématurée. [...] Le présent et la succession des présents devant une âme sans cesse consciente, c'est l'idéal de l'homme absurde. »

— Albert Camus, Le Mythe de Sisyphe, p. 59-60.

### Rapports aux religions
« Il ne lui plaît pas de croire que la mort ouvre sur une autre vie. Elle est pour lui une porte fermée »

— Albert Camus, Le vent à Djémila, in Noces suivi de L'Été, Gallimard, coll. « Folio » p. 27.
De fait, Albert Camus défait l’opposition classique entre la raison objective et la croyance, puisque selon lui, l’homme ne peut faire autrement que de croire. L’expérience de l’absurde lui fait réaliser que toute pensée naît d’une interprétation. Toutefois, à l’inverse de sa croyance initiale, passive et creuse, la croyance de l’homme devenu philosophe est consistante. C'est pourquoi lorsque Camus critique la croyance religieuse, il ne lui oppose pas une vérité rationnelle et universelle. D’ailleurs, il n’affirme jamais être capable de prouver que les religions ont tort, que Dieu n’existe pas ou qu’il n’y a rien après la mort. « L’absurde ne mène pas à Dieu », mais « il ne l'exclut pas ». Cependant, il ne peut pas se contenter d'être agnostique et d'ignorer la problématique divine ; pour penser la religion, il faut prendre position quant à l'existence d'un dieu. Il va donc affirmer que parier que ladite divinité existe et se reposer sur elle est dangereux parce que potentiellement illusoire, et qu'il est plus raisonnable et moins aliénant pour l'Homme de ne se référer qu'à lui-même, croire qu’il n’y a rien après la mort permet à l’homme d’être au plus près de sa vie et de ses éléments terrestres — une position 100% humaniste.

« [...] (Je) n'ai rien à faire avec le problème de la liberté métaphysique. Savoir si l'homme est libre ne m'intéresse pas. Je ne puis éprouver que ma propre liberté. Sur elle, je ne puis avoir de notions générales, mais quelques aperçus clairs. Le problème de « la liberté en soi » n'a pas de sens. Car il est lié d'une tout autre façon à celui de Dieu. Savoir si l'homme est libre commande qu'on sache s'il peut avoir un maître. L'absurdité particulière à ce problème vient de ce que la notion même qui rend possible le problème de la liberté lui retire en même temps tout son sens. Car devant Dieu, il y a moins un problème de la liberté qu'un problème du mal. On connaît l'alternative : ou nous ne sommes pas libres et Dieu tout-puissant est responsable du mal. Ou nous sommes libres et responsables mais Dieu n'est pas tout-puissant. Toutes les subtilités d'écoles n'ont rien ajouté ni soustrait au tranchant de ce paradoxe. 
 
C'est pourquoi je ne puis pas me perdre dans l'exaltation ou la simple définition d'une notion qui m'échappe et perd son sens à partir du moment où elle déborde le cadre de mon expérience individuelle. Je ne puis comprendre ce que peut être une liberté qui me serait donnée par un être supérieur. J'ai perdu le sens de la hiérarchie. Je ne puis avoir de la liberté que la conception du prisonnier ou de l'individu moderne au sein de l'État. La seule que je connaisse, c'est la liberté d'esprit et d'action. Or si l'absurde annihile toutes mes chances de liberté éternelle, il me rend et exalte au contraire ma liberté d'action. Cette privation d'espoir et d'avenir signifie un accroissement dans la disponibilité de l'homme. »

— Albert Camus, Le Mythe de Sisyphe, p. 79 et 80.

Le philosophe Arnaud Corbic mentionne son « humanisme athée », qui a décidé de l'aborder selon une triple perspective : « une manière de concevoir le monde sans Dieu (l'absurde) ; une manière d'y vivre (la révolte) » et « une manière de s'y comporter » (l'amour). Dans la conférence donnée aux dominicains de la Tour-Maubourg en 1946, Camus affirmait : « Ne me sentant en possession d’aucune vérité absolue et d’aucun message, je ne partirai jamais du principe que la vérité chrétienne est illusoire, mais seulement de ce fait que je n’ai pu y entrer. […] Si le christianisme est pessimiste quant à l'homme, il est optimiste quant à la destinée humaine. Eh bien ! Je dirai que pessimiste quant à la destinée humaine, je suis optimiste quant à l’homme. Et non pas au nom d’un humanisme qui m’a toujours paru court, mais au nom d’une ignorance qui essaie de ne rien nier »,,,. 

« Pour nous résumer, l’athéisme de Camus ne se comprend correctement que sur fond de son agnosticisme originaire. Il n’est donc pas premier, dogmatique, militant, mais second, pratique, conséquent et décidé, parce qu’on ne peut ni vivre, ni penser philosophiquement, de manière responsable, sans se situer, c’est-à-dire sans opter pour ou contre Dieu. Cet « athéisme » est de nature non théiste face à l’absurde, voire anti-théiste face au mal, lorsqu’il se double d’un prométhéisme. En effet, à mesure que la notion de mal se substitue à celle d’absurde, le non-théisme décidé de départ évolue vers un anti-théisme plus véhément et polémique, du fait que Dieu, en tant que Créateur (si toutefois il existe), aurait une part de responsabilité dans l’existence du mal. Cela sera particulièrement sensible dans La Peste, qui symbolise l’existence du mal physique et moral, c’est-à-dire les pestes physiques, politiques ou sociales de tous les temps. Quoique d’un non-théisme allant parfois jusqu’à l’antithéisme, Camus maintiendra l’exigence d’un dialogue critique perpétuel et respectueux avec le christianisme, et surtout son fondateur: « Je n’ai — déclarera-t-il à Stockholm en 1957 — que vénération et respect devant la personne du Christ, et devant son histoire. Je ne crois pas à sa résurrection ».
L’athéisme camusien se veut donc une dynamique inépuisable, ouverte aux questions chrétiennes, mais désireuse de ne pas leur donner sans autre forme de procès la réponse attendue, celle de la foi. Ce que dit Camus dans L’Homme révolté en citant un propos de Hawthorne au sujet de Melville : « Incroyant, il ne savait se reposer dans l’incroyance », peut s’appliquer à sa propre attitude à l’égard du christianisme. Se contenter de penser chez lui la question de l’athéisme sans examiner dans sa force l’affirmation fondamentale qui la sous-tend, l’humanisme, serait une approche réductrice et par trop négative. Camus n’est pas athée pour le plaisir de l’être. Mais il lui paraît indispensable de nier Dieu quand il veut rendre compte de l’homme et de sa vie, parce qu’il conçoit Dieu précisément comme rival de l’homme — d’où le caractère souvent prométhéen de sa pensée. »

— Arnaud Corbic, L'« humanisme athée » de Camus, Études, vol. 399, no. 9, 2003, pp. 227-234.
Cependant, bien que Camus réfute les religions parce qu'on « n'y trouve aucune problématique réelle, toutes les réponses étant données en une fois », et qu'il n'accorde aucune importance à l'avenir : « il n'y a pas de lendemain », sa révolte n'en est pas pour autant amorale : « La solidarité des hommes se fonde sur le mouvement de révolte et celui-ci, à son tour, ne trouve de justification que dans cette complicité ». La pensée de Camus étant humaniste, les hommes se révoltent contre la mort, contre l'injustice et tentent de « se retrouver dans la seule valeur qui puisse les sauver du nihilisme, la longue complicité des hommes aux prises avec leur destin ». À la fin de La Peste, l'écrivain fait dire au personnage principal, le docteur Rieux, qu'il a rédigé cette chronique « pour dire simplement ce qu'on apprend au milieu des fléaux, qu'il y a dans les hommes plus de choses à admirer que de choses à mépriser ». Il ne prône donc pas le désespoir, mais une vision libératrice, encourageant la création d'un sens personnel à travers nos propres expériences. Dans Le Figaro, Raphaël Enthoven avance que « la profonde singularité de sa pensée tient aux deux piliers qu'elle se donne : d'une part, l'absence de Dieu, le silence inhumain du monde où notre condition est incurablement celle d'un étranger. D'autre part, le refus de contempler les choses autrement qu'à hauteur d'homme (ou de se donner des principes plus grands que son caractère). L'humanisme de Camus est un humanisme du silence ». Dans le documentaire Albert Camus, l'icône de la révolte (2020), il ajoutera « C'est quelqu'un qui vous donne le goût de la vie sans jamais vous mentir ni vous rassurer ».

« Suicide et meurtre sont ici deux faces d'un même ordre, celui d'une intelligence malheureuse qui préfère à la souffrance d'une condition limitée la noire exaltation où terre et ciel s'anéantissent. »

— Albert Camus, L'Homme révolté, p. 18.

### La révolte, la liberté et la passion
« Je tire ainsi de l’absurde trois conséquences qui sont ma révolte, ma liberté et ma passion. Par le seul jeu de ma conscience, je transforme en règle de vie ce qui était invitation à la mort – et je refuse le suicide. »

— Albert Camus, Le Mythe de Sisyphe, p. 89.
Dans l'absurde, « le philosophe » trouve la force de penser autrement et une nouvelle façon de vivre. Dans chaque pensée, chaque désir qu’il sent en lui, il éprouve la force de son existence. Il ne se conforme plus aux normes et morales qui le contraignaient à « bien vivre », « bien agir », « bien penser » : il cherche maintenant à vivre plus, à épuiser tout ce qui lui est donné de vivre. Alors qu’au moment de la réalisation de l’absurde le philosophe était submergé par ses « passions dévorantes », par l’angoisse, par la déprime, il y puise dorénavant « la plus pure des joies, qui est de sentir et de se sentir sur cette terre ». Arnaud Corbic analyse ainsi : « Congédiant tout espoir et récusant toute attitude d’évasion [Camus refusant le suicide philosophique], l’être humain se doit de faire face à l’absurde. Car c’est dans cette confrontation décidée et incessante avec l’absurde que l’homme se découvre révolté, et c’est dans la prise de conscience de l’absurde (qui s’accompagne de révolte contre celui-ci) que l’homme advient à lui-même et affirme sa dignité ». L’absurde n’est donc que le point de départ d’une condition humaine inacceptable et injuste qu’il convient de dépasser par la révolte. C’est en se révoltant que l’être humain cesse d’être étranger à lui-même et aux autres ; ce qui débouche sur un humanisme, une révolte sur sa condition qui rapproche l'Homme des autres hommes, ses frères et sœurs : « Je me révolte, donc nous sommes ». Ces hommes, qui partagent à leur corps défendant le même destin, deviennent solidaires les uns des autres : ils se regroupent pour mieux résister. L'attitude de révolte s'engage alors au service d'une valeur positive, l'amitié et la communication avec autrui. Et pourtant le mur de l'absurde n'est pas renversé. Le fléau continue son chemin, impitoyablement : « Nos victoires seront toujours provisoires », dit Tarrou dans La Peste ; à quoi Rieux répond :« Toujours, je le sais. Ce n'est pas une raison pour cesser de lutter ».

« Dans l'expérience absurde, la souffrance est individuelle. À partir du mouvement de révolte, elle a conscience d'être collective, elle est l'aventure de tous. Le premier progrès d'un esprit saisi d'étrangeté est donc de reconnaître qu'il partage cette étrangeté avec tous les hommes et que la réalité humaine, dans sa totalité, souffre de cette distance par rapport à soi et au monde. Le mal qui éprouvait un seul homme devient peste collective. Dans l'épreuve quotidienne qui est la nôtre, la révolte joue le même rôle que le « cogito » dans l'ordre de la pensée : elle est la première évidence. Mais cette évidence tire l'individu de sa solitude. Elle est un lieu commun qui fonde sur tous les hommes la première valeur. Je me révolte, donc nous sommes. »

— Albert Camus, L'Homme révolté, p. 36.

La révolte est donc la manière de vivre l'absurde, connaître notre destin fatal et néanmoins l'affronter. C'est l'intelligence aux prises avec le « silence déraisonnable du monde » ; le condamné à mort qui refuse le suicide. C'est aussi s'offrir un énorme champ de possibilités d'actions, car si l'homme absurde se prive d'une vie éternelle, il se libère des contraintes imposées par un improbable futur et y gagne en liberté d'action. « La seule façon d'affronter un monde sans liberté est de devenir si absolument libre que votre existence même est un acte de révolte », affirme une citation apocryphe de Camus, qui s'agit en fait d'une analyse du philosophe Zygmunt Bauman dans l'article Albert Camus: I Rebel, Therefore We Exist (2009),. 

« Pour un homme sans œillère, il n'est pas de plus beau spectacle que celui de l'intelligence aux prises avec une réalité qui le dépasse. »

— Albert Camus, Le Mythe de Sisyphe, p. 78.
« L'appel humain », c'est la quête d'une cohérence, or pour Camus il n'y a pas de réponse à ce questionnement sur le sens de la vie. En cela, l'homme choisit le déchirement moral et l'acceptation d'une vie, même si cette dernière ne trouve aucun sens. Les religions qui définissent nos origines, qui pourraient créer du sens, poser un cadre, n'offrent pas de réponse pour l'Homme absurde, qui ne peut se satisfaire et trouver un sens par des perspectives divines, puisqu'il attend des réponses humaines. Par sa conscience, Sisyphe refuse le statut de victime, nie toute intervention divine et assume sa vie telle qu'elle est,,. La seule manière de faire taire l'appel humain serait le suicide, mais elle est exclue, car à sa façon, elle « résout l'absurde ». Or l'absurde ne doit pas être résolu, puisqu'il est générateur d'une énergie. Le refus du suicide, c'est l'exaltation de la vie, la passion de l'Homme absurde, qui n'abdique pas, mais se révolte. C'est ainsi que Camus « tire de l'absurde » trois conséquences : la révolte, la liberté et la passion :
1. La révolte permanente face au renoncement : nous devons constamment nous révolter contre les circonstances de notre existence, tout en refusant de se créer de faux espoirs, pour ainsi maintenir l’absurde en vie. Nous ne devrions jamais accepter la défaite, pas même la mort, même si nous savons qu’elle ne peut être évitée à long terme. La rébellion permanente est la seule façon d’être présent dans le monde, mais elle ne se fait pas contre tous et contre tout, l'écrivain, en accord avec ses engagements politiques, plaide alors pour le refus de la formule des terroristes présentés dans Les Justes selon laquelle la fin justifierait les moyens : « La fin justifie les moyens ? Cela est possible. Mais qui justifiera la fin ? À cette question, que la pensée historique laisse pendante, la révolte répond : les moyens »[42]. Ainsi, Camus pose à la révolte de l'homme une seule condition : sa propre limite.
2. Le rejet de la liberté éternelle : au lieu de nous asservir à des modèles éternels, nous devrions nous accrocher à la raison, mais être conscients de ses limites et l'appliquer avec flexibilité à la situation actuelle. Ou en termes simples : nous devrions trouver la liberté ici et maintenant, dans l'instant présent, et non dans l'éternité. Nous avons la liberté de connaître notre condition face à la servitude de celui qui se voile la face. « La seule façon d'affronter un monde sans liberté est de devenir si absolument libre que votre existence même est un acte de révolte »[Note 11].
3. La passion contre l’indifférence : Plus important encore, nous devrions toujours avoir une passion pour la vie, aimer tout ce qu'elle contient et essayer de vivre « non pas aussi bien que possible, mais autant que possible ». Nous sommes appelés, en outre, à la compassion et à la fraternité universelle : « La vraie générosité envers l'avenir consiste à tout donner au présent »[43]. C'est le cycle de l'amour d'Albert Camus, le moment où nous embrassons pleinement l'absurde et vivons notre vie selon nos propres termes.

« Pourtant moi, j'ai plutôt l'impression qu’il faut être fort et heureux pour bien aider les gens dans le malheur. Celui qui traîne sa vie et succombe sous son propre poids ne peut aider personne. Celui au contraire qui se domine, et qui domine sa vie, celui-là peut être vraiment généreux, et donner efficacement. »

— Albert Camus au Théâtre Antoine, lors de l’émission télévisée Gros Plan de la RTF, le 20 avril 1959,,.

### Le Mythe de Prométhée
En 1947, La Peste montre que les cycles camusiens ne sont pas rigides ou étanches. Sisyphe et Prométhée cohabitent, représentant les deux temps de la révolte : le premier, au niveau individuel, refuse la condition que lui font les dieux, le second affirme la cause de l’homme et veut son affranchissement,,.

« Le mythe de Prométhée dit la rébellion comme commencement. Le Titan qui tint tête à Zeus et prit le feu pour le donner aux hommes est devenu modèle humain, figure d’un heureux esprit de révolte et symbole d’une foi en l’espèce humaine. C’est l’histoire d’un geste au beau milieu du désert où le héros est lié à un rocher pour être délié. Avec Albert Camus, Prométhée entre dans une histoire laïcisée de la création. « Qu’est-ce qu’un artiste ? » est la question de l’écrivain qui universalise un mythe grec et oriental ; le façonnage, empreinte titanesque de la créature, vaut comme un défi lancé au réel par l’art. »

— Cécile Voisset-Veysseyre, Albert Camus et Prométhée, Amaltea – Revista de mitocrítica, vol. 4, 2012, p. 101.

« Dans ses Carnets, en 1950, Camus écrivait : « Le monde où je suis le plus à l’aise : le mythe grec » (IV, p. 1085). Nourri très tôt d’hellénisme, il a trouvé dans la mythologie un réservoir de figures et d’histoires qui ont stimulé sa réflexion et enrichi son imaginaire. Cette imprégnation est telle, tout au long du processus créateur et quel que soit le mode d’expression utilisé, qu’elle permet une relecture de l’œuvre de Camus à la lumière des mythes grecs. Notre approche dans cette étude sera à la fois chronologique et synchronique. Camus, en effet, a voulu structurer sa pensée et son œuvre en trois grandes étapes – il parle lui-même d’« étages » dans ses Carnets – et il a placé chacun de ces cycles sous le signe d’une grande figure mythique, Sisyphe, Prométhée et Némésis, le dernier étant resté pour l’essentiel à l’état de projet. À chacune de ces étapes, d’autres mythes issus du même monde apparaissent, constituant une suite progressive comme Camus a pu en trouver l’exemple chez deux de ses écrivains de prédilection, les romanciers américains, Herman Melville et William Faulkner. D’autre part, un système d’échos s’établit entre ces mythes, non seulement à l’intérieur d’un même cycle mais également d’un cycle à l’autre, soulignant ainsi l’unité profonde de l’œuvre. Chez Camus, le penseur et l’artiste ne font qu’un, en particulier lorsqu’il redécouvre à travers ces mythes les valeurs essentielles qui ont fondé la civilisation méditerranéenne. »

— Jacques Le Marinel, Camus et les mythes grecs, Revue d'histoire littéraire de la France, vol. 113, no. 4, 2013, pp. 797.

### La pensée de midi
Comme le dit Albert Camus lui-même, cette pensée de midi est sa vision d'un tragique solaire qui, quel que soit l'état d'esprit de l'écrivain, même s'il vit des heures difficiles, est toujours sauvé par les images qu'il garde en lui, et conserve ainsi le moral ; mais cette pensée désigne principalement l'idée qu'il développera dans L'Homme révolté : intrinsèquement lié à la révolte, c'est la perfection du tempéré au penchant carnassier pour l’absolu, une « tension à un zénith où le soleil fait halte ». Contre l’édification à marche forcée d’un avenir pacifié, l’esprit de révolte et la pensée de midi imposent l’unique souci, mais le souci constant, d’un monde moins épouvantable.

« Chaque génération, sans doute, se croit vouée à refaire le monde. La mienne sait pourtant qu'elle ne le refera pas. Mais sa tâche est peut-être plus grande. Elle consiste à empêcher que le monde se défasse. Héritière d'une histoire corrompue où se mêlent les révolutions déchues, les techniques devenues folles, les dieux morts et les idéologies exténuées, où de médiocres pouvoirs peuvent aujourd'hui tout détruire mais ne savent plus convaincre, où l'intelligence s'est abaissée jusqu'à se faire la servante de la haine et de l'oppression, cette génération a dû, en elle-même et autour d'elle, restaurer, à partir de ses seules négations, un peu de ce qui fait la dignité de vivre et de mourir. [...] Il n'est pas sûr qu'elle puisse jamais accomplir cette tâche immense, mais il est sûr que, partout dans le monde, elle tient déjà son double pari de vérité et de liberté, et, à l'occasion, sait mourir sans haine pour lui. C'est elle qui mérite d'être saluée et encouragée partout où elle se trouve, et surtout là où elle se sacrifie. C'est sur elle, en tout cas, que, certain de votre accord profond, je voudrais reporter l'honneur que vous venez de me faire. »

— Albert Camus devant l'Académie suédoise, à la remise de son prix Nobel le 10 décembre 1957.
Il parlera alors de « juste mesure », juste parce qu'elle est à la portée au niveau de l'homme. Cette pensée, à laquelle une mort absurde l’empêcha de donner toute sa mesure, ne cherche pas non plus à donner la vision d'un surhomme déshumanisé et par là même dangereux. Raphaël Enthoven qualifiait ainsi Camus de « nietzschéen modeste et ambitieux ». Voulant apporter sa pierre à l'édifice de la paix, l'écrivain entreprend cette recherche fin années 1940 après la guerre et ses terribles conséquences. Inspiré des auteurs qu'il estimait vraiment — tel que Jean Grenier, Nietzsche et René Char — et de la philosophie grec (Héraclite, Sophocle, Aristote, présocratiques, stoïcisme, épicurisme, hédonisme, eudémonisme...) auquel il fait de nombreuses références, Camus revient constamment à ses thèmes favoris : la beauté naturelle, le monde de la Méditerranée, avec l'Algérie (« terre de soleil »), l'Italie qu'on retrouve à plusieurs reprises dans ses nouvelles et la Grèce, cette civilisation qui est son idéal. C'est ce même soleil du midi, incarnant la tension en même temps que l'équilibre entre des pôles contradictoires, que Camus retrouve dans le Vaucluse que lui fait découvrir René Char, et où il habitera.

« En 1950, la démesure est un confort, toujours, et une carrière, parfois. La mesure, au contraire, est une pure tension. […] La mesure n’est pas le contraire de la révolte. C’est la révolte qui est la mesure, qui l’ordonne, la défend et la recrée à travers l’histoire et ses désordres. […] La mesure, née de la révolte, ne peut se vivre que par la révolte. Elle est un conflit constant, perpétuellement suscité et maîtrisé par l’intelligence. Elle ne triomphe ni de l’impossible ni de l’abîme. Elle s’équilibre à eux. Quoi que nous fassions, la démesure gardera toujours sa place dans le cœur de l’homme, à l’endroit de la solitude. Nous portons tous en nous nos bagnes, nos crimes et nos ravages. Mais notre tâche n’est pas de les déchaîner à travers le monde ; elle est de les combattre en nous-mêmes et dans les autres. La révolte, la séculaire volonté de ne pas subir dont parlait Barrès, aujourd’hui encore, est au principe de ce combat. Mère des formes, source de vraie vie, elle nous tient toujours debout dans le mouvement informe et furieux de l’histoire. »

— Albert Camus, « Mesure et démesure », L'Homme révolté, p. 371-372.
Selon Jacques Chabot dans son essai Albert Camus, la pensée de midi (2002), il doit ces idées d'abord à ses origines « plus qu'aux bibliothèques », qu'il n'est rien de plus important que de ressentir d'abord les choses avant de les théoriser : le savoir, la réflexion reposent surtout sur le concret, l'expérience sensible, existentielle, même s'il n'a jamais utilisé ces termes. La pensée de midi s'oppose ainsi à la pensée nordique, résultant des idéalismes hégélien et marxiste. Camus défend une raison humaine, ressentie avant d'être pensée, contre la raison historique scientifique. Il préfère le mythe de la révolte à l'idéologie de la révolution qui dégénère trop souvent en idéologie du despotisme. Sa pensée est comme il le fût lui-même : à la fois raisonnable et passionné, mesuré dans sa conduite, sa vision humaniste et passionné par l'amitié, l'écriture et le théâtre. Au « Je pense donc je suis » de la philosophie idéaliste, il préfère une formule plus solidaire « Je me révolte donc nous sommes », mélange du solitaire qu'il était parfois et de l'homme solidaire, prêt à défendre une cause qu'il pensait juste — rappel de sa nouvelle Jonas qui se termine par ce mot presque illisible : solitaire ou solidaire que le peintre Lucien Jonas a tracé sur la toile. La vie, il veut la raconter comme il le fera dans son dernier livre inachevé, Le Premier homme, et non l'analyser ou l'expliquer.

« Écrivain du Sud, Camus l'est de naissance ; il l'est plus encore par sa pensée qu'il qualifie lui-même de pensée de midi. Solaire, mais tragique, elle exprime sa révolte contre l'absurde et le nihilisme qui sont de mauvaises pensées nordiques, issues de la dégénérescence de l'idéalisme allemand versions hégélienne et marxiste en philosophie de l'Histoire. La pensée de midi se réclame, au contraire, de la Nature contre l'Histoire ; elle maintient, tout en l'adaptant à sa lutte contre la déraison démesurée du monde moderne, la sagesse grecque antique de la juste mesure en toutes choses. Artiste et moraliste classique, Camus revendique les droits d'une raison à mesure humaine contre les excès totalitaires d'une certaine raison historique prétendue scientifique. Il prend donc le parti de cette pensée humiliée par les systèmes théoriques et contre les abstractions d'une logique inhumaine devenue folle ; il revient concrètement aux choses - à la beauté du monde naturel - aux hommes - dans sa révolte contre l'injustice -, à la vie charnelle et aux données immédiates de la vie sensible, sensuelle et morale. Cette pensée, mesurée comme midi le Juste, est tout d'abord populaire dans ses origines et doit plus aux plages de la Méditerranée qu'aux bibliothèques ; elle n'oublie surtout pas qu'il n'y a rien dans l'intellect qui n'ait d'abord été sensuellement senti. Elle nous invite donc, à la fois raisonnable et passionnée, à la pratique de l'intelligence des sens et de la fraternité humaine. Au « je pense donc je suis » de la philosophie idéaliste, elle substitue le « je me révolte, donc nous pensons et donc nous sommes ensemble. » Ainsi, face aux abstractions logiques des philosophes de l'Histoire, Camus pense moins par concepts que par mythes : de la Mère Méditerranée, du Peuple, de Sisyphe et de Don Juan, de la Peste, de la Révolte et d'Ulysse. Ce sont des mythes à la mesure humaine grâce auxquels il pense la vie, la racontant au lieu de l'analyser ou de l'expliquer. La vertu majeure de Camus fut sans doute la compréhension, au double sens du terme : comprendre et compatir. »

— Quatrième de couverture de Albert Camus, la pensée de midi, Jacques Chabot, Edisud, coll. Écrivains du Sud, 2005.

## Cycle de l'amour
« En somme, je vais parler de ceux que j’aimais. Et de cela seulement.
Joie profonde »

— Albert Camus, Le Premier Homme, Gallimard, coll. « Folio », Annexe p. 312.
Avec les cycles de l'absurde — lié au mythe de Sisyphe, et de la révolte — lié au mythe de Prométhée, l'œuvre d'Albert Camus était censée se compléter par un cycle de l'amour et de la mesure, qui n'a pu être pleinement développé par l'écrivain, mort prématurément dans cet accident de voiture en 1960. Dans son carnet no 9, Camus projette son « troisième étage », composé de « Don Faust » (croisement de Faust et de Don Juan), « Le Mythe de Némésis », et Le Premier Homme, bien que seul ce dernier fut amorcé — grâce aux cent quarante-quatre pages manuscrites laissées par lui — et publié, par sa fille en 1994.
Selon André Comte-Sponville dans France Culture, ce cycle était censé être celui de la sagesse : « La première couche : l'absurde, c'est le non du monde à l'Homme [...] La deuxième couche plus positive : la révolte, c'est le non de l'Homme au monde [...] L'amour, c'est la couche du oui, la couche de la sagesse, de l'acquiescement ultime [...] L'Homme absurde [du cycle de l'amour] est l'homme du oui [...] Il dit oui à l'absurde, oui à la révolte et oui à l'ensemble du monde [...] Cette dualité, sans jamais être abolie, de l'absurde et la révolte, c'est le génie de Camus ».

### La nature, le soleil, l'amour
Reprenant implicitement à son compte le triptyque nietzschéen du chameau, du lion et de l’enfant, Camus entendait construire son œuvre avec ses trois étapes que sont l’absurde, la révolte et l’amour. Il désirait réconcilier, ni plus ni moins, l’homme avec le monde. Car s’il est rétif à toute signification, le monde est en revanche une symphonie pour les sens. La paix que l’esprit n’apporte pas se trouve à portée de main, à l’âge de l’enfance, quand les errements de la conscience se dissipent dans le pur plaisir d’exister. Ainsi l’amour de la nature, des symphonies indicibles du végétal, du minéral, de l’animal et de l’aérien, porte-t-il en définitive à l’amour des hommes, de la « nature humaine » dont Camus soutient l’existence. Contre l’histoire, vénérée par Sartre, Camus prend résolument le parti d’une nature qui porte en elle le secret d’une réconciliation : 

« De cette colline légère à ces fruits juteux, de la fraternité secrète qui m’accordait au monde à la faim qui me poussait vers la chair orangée au-dessus de ma main, je saisissais le balancement qui mène certains hommes de l’ascèse à la jouissance et du dépouillement à la profusion dans la volupté. J’admirais, j’admire ce lien qui, au monde, unit l’homme, ce double reflet dans lequel mon cœur peut intervenir et dicter son bonheur jusqu’à une limite précise où le monde peut alors l’achever ou le détruire. »

— Albert Camus, Le désert, in Noces suivi de L'Été, Gallimard, coll. « Folio », p. 70.

L’omniprésence du soleil chez Camus cache une ambivalence. Il est le soleil qui rend fou, l’implacable soleil d’Algérie dans La Peste ou, dans L’Étranger, la dure réverbération sur le cortège funèbre de « Maman », le scintillement douloureux d’un couteau contre lequel proteste la décharge du pistolet. Mais il est aussi le soleil doux, qui enveloppe Marie, amante de l’étranger, au sortir de l’eau, soleil qui fait de tout corps une statue de lumière et pose une caresse sur ce qui existe. 

« J'étais encore dans l'eau quand elle était déjà à plat ventre sur la bouée. Elle s'est retournée vers moi. Elle avait les cheveux dans les yeux et elle riait. Je me suis hissé à côté d'elle sur la bouée. Il faisait bon et, comme en plaisantant, j'ai laissé aller ma tête en arrière et je l'ai posée sur son ventre. Elle n'a rien dit et je suis resté ainsi. J'avais tout le ciel dans les yeux et il était bleu et doré. Sous ma nuque, je sentais le ventre de Marie battre doucement. Nous sommes restés longtemps sur la bouée, à moitié endormis. Quand le soleil est devenu trop fort, elle a plongé et je l'ai suivie. Je l'ai rattrapée, j'ai passé ma main autour de sa taille et nous avons nagé ensemble. »

— Albert Camus, L'Étranger, Gallimard, coll. « Folio », p. 34-35.
Le soleil est au zénith de la pensée de midi de L’Homme révolté, comme la métaphore de la plus haute exigence ; il incarne la lucidité d’un esprit que l’absurde ne décourage pas, jette une lumière crue sur la « nuit » de l’espérance religieuse : le soleil est un commandement de voir et de savoir, d’agir en pleine lumière, d’être heureux, de s’attendre au pire sans le redouter. De fait, la lumière éblouissante qui baigne les pages de Camus est purement et strictement mondaine : le soleil est l’unique trésor du ciel, l’unique transcendance, qui embrasse d’une égale blancheur tout ce qui est du monde, riche ou pauvre, saint ou criminel, le soleil est également un principe éthique, l’invitation à « aimer désespérément le monde », plus que tout, inlassablement, jusqu’au bout, et pour lui-même, car, dit Camus : « Le monde est beau, et hors de lui point de salut ».

« Des millions d'yeux, je le savais, ont contemplé ce paysage et, pour moi, il était comme le premier sourire du ciel. Il me mettait hors de moi au sens profond du terme. Il m'assurait que sans mon amour et ce beau cri de pierre, tout était inutile. Le monde est beau, et hors de lui, point de salut. La grande vérité que patiemment il m'enseignait, c'est que l'esprit n'est rien, ni le cœur même. Et que la pierre chauffée par le soleil, ou le cyprès que le ciel découvert agrandit, limitent le seul univers où « avoir raison » prend un sens : la nature sans hommes. Et ce monde m'annihile. Il me porte jusqu'au bout. Il me nie sans colère. Dans ce soir qui tombait sur la campagne florentine, je m'acheminais vers une sagesse où tout était déjà conquis, si des larmes ne m'étaient venues aux yeux et si le gros sanglot de poésie qui m'emplissait ne m'avait fait oublier la vérité du monde.
C'est sur ce balancement qu'il faudrait s'arrêter : singulier instant où la spiritualité répudie la morale, où le bonheur naît de l'absence d'espoir, où l'esprit trouve sa raison dans le corps. S'il est vrai que toute vérité porte en elle son amertume, il est aussi vrai que toute négation contient une floraison de « oui ». Et ce chant d’amour sans espoir qui naît de la contemplation peut aussi figurer la plus efficace des règles d’action. [...]
On sent bien qu’il s’agit ici d’entreprendre la géographie d’un certain désert. Mais ce désert singulier n’est sensible qu’à ceux capables d’y vivre sans jamais tromper leur soif. C’est alors, et alors seulement, qu’il se peuple des eaux vives du bonheur ». »

— Albert Camus, Le désert, in Noces suivi de L'Été, Gallimard, coll. « Folio », p. 67-68 et 69.

Dans Noces, cette citation retentit de manière éclatante, presque douloureuse : sous le couvert d'une louange exaltée du monde, elle rappelle l'absurdité de l'existence vouée à la mort et ôte tout espoir d'un « après ». Mais le naufrage est pourtant évité, car un sentiment de résistance, un désir de révolte envahit soudain le cœur de l'homme. Il se cramponne au radeau de la vie, et aspire désormais à accomplir de grandes choses. Agir face à l'absurde, au cœur même du monde, certes beau mais peuplé d'irrationalité ; œuvrer pour un bien commun à tous les hommes, juste le temps d'une vie : un projet, finalement vain, mais généreux. Une certaine trace de religion, la conscience — même nébuleuse — d'une métaphysique suffiraient à adoucir l'amertume d'un tel destin, mais les fruits d'un tel labeur sont assurément éphémères dans l'univers camusien qui ne laisse envisager aucune rétribution future. Albert Camus « aime cette vie avec abandon et veut en parler avec liberté: elle (lui) donne l'orgueil de (sa) condition d'homme ». Noces célèbre ce mariage de l'homme et du monde, du sable et de la mer, du ciel et des ruines romaines, tout ce bleu paradis d'une enfance algérienne heureuse où il découvrit « le droit d'aimer sans mesure ». C'est donc d'abord sur un plan émotionnel profondément humain qu'il faut placer « le monde est beau ». Mais à la fougue du sentiment est liée sa conséquence immédiate : « hors de lui, point de salut », car il faut alors « refuser toute transcendance morale ou divine » qui pousse à la « calomnie de ce monde et de cette vie ». Autrement dit, la croyance en un salut ailleurs et au-delà se transforme en une injure et une contradiction vis-à-vis de l'existence ici et maintenant.

« Le charme : une manière de s’entendre répondre « oui » sans avoir posé aucune question claire. »

— Albert Camus, La Chute, Gallimard, coll. « Folio », p.62.
Longtemps après avoir refusé de publier des lettres d'amour de son père (« Ces lettres sont des documents très intimes. »), Catherine Camus autorise la parution de celles échangées avec Maria Casarès, sous le titre Correspondance 1944-1959 dont elle signe l'avant-propos et qui sort en librairie le 9 novembre 2017,,.

## Littérature

### Une écriture nouvelle
Le style de Camus peut être considéré comme unique, mélangeant habilement narration et philosophie. Ses œuvres, diverses et pourtant resserrés dans une unité profonde, se distinguent par une prose claire, concise et pourtant ardemment significative, qui transcende les genres littéraires traditionnels. L'Étranger est, par exemple, à la fois un roman et un traité philosophique sur l'absurde. Le langage direct et sans fioritures de Camus permet une immersion immédiate dans le monde de ses personnages, tout en provoquant une réflexion profonde chez le lecteur. Cette approche unique rend ses œuvres accessibles à un large public, tout en conservant une profondeur intellectuelle. Camus excelle également dans l'art de la métaphore et de l'allégorie, utilisant des personnages et des situations pour symboliser des idées philosophiques complexes. Dans La Peste, qui peut être lue comme une allégorie de la résistance au nazisme ou une méditation sur la condition humaine, il témoigne de sa capacité à engager le lecteur sur plusieurs niveaux de compréhension. Il parvient aussi à maintenir une distance critique vis-à-vis des auteurs susceptibles de l'influencer. Camus a donc modernisé la littérature de son époque et a posé les bases d'un nouveau style narratif où la simplicité du langage sert des idées philosophiques.
André Comte-Sponville avance que « [même si] Camus n'est pas Kant ou Aristote [...] qu'il n'avait pas les bons outils et la technique des agrégés de philosophie tel que Sartre, je tiendrai davantage que mes trois enfants lisent Le Mythe de Sisyphe plutôt qu'Éthique à Nicomaque, la Critique de la raison pure, le Traité du désespoir ou Le Journal du séducteur [...] Ça ne me dérangerait pas qu'ils ne lisent pas L'Être et le Néant, mais pour Le Mythe de Sisyphe, j'en serai peiné et presque inquiet [...] Car sincèrement, il fait beaucoup plus vrai [...] L'Être et le Néant est un grand livre faux, je ne peux y adhérer intellectuellement. Le Mythe de Sisyphe est moins impressionnant de talent, de virtuosité, mais il est vrai. Il dit des vérités essentielles de façon tellement simple et forte et si proche de la jeunesse et de notre temps [...] Sa singularité touche au-delà de sa qualité proprement philosophique. C'est lié a la qualité humaine du texte ». Encyclopædia Universalis, quant à elle, avance qu'à « travers la diversité de leurs formes d'expression : roman, théâtre, essai, journalisme, la pensée et l'œuvre de Camus illustrent parfaitement cette cohérence fondamentale et ce dynamisme fécond que définit Le Mythe de Sisyphe. Leur enracinement charnel, tant dans la biographie de leur auteur que dans l'histoire contemporaine, leur refus de tout dogmatisme, de tout « système » qui emprisonne ou mutile l'être humain, dont la misère et la grandeur alimentent leurs doutes et leurs certitudes, la place qu'elles font à la splendeur et à l'indifférence du monde, enfin l'exigence morale, la passion et la lucidité qui les animent, sous le classicisme du langage, sont probablement les traits les plus caractéristiques de cette pensée et de cette œuvre singulières, à la fois limpides et secrètes. Traduit dans le monde entier, Camus continue par la richesse de sa réflexion, le rayonnement et les prestiges de sa création, à être présent dans la sensibilité et la conscience contemporaine.
Mohammed Aïssaoui rappelle dans Le Figaro — notamment en réponse au pamphlet de Jean-Jacques Brochier intitulé Camus, philosophe pour classes terminales (1970) – que « ce côté accessible qu'on lui a souvent reproché est le résultat d'un travail titanesque. Ses textes passent largement le défi du temps. En quoi est-ce une insulte ? [...] Camus ne dédaignait pas le combat idéologique et intellectuel : il est très offensif lorsqu'il dénonce les intellectuels qui ne font que mettre leur fauteuil dans le sens de l'histoire » ; Raphaël Enthoven ajoutant que « c'est même l'un des meilleurs compliments qu'on puisse faire à un philosophe. Camus appartient à la famille de ceux dont la difficulté est d'être admis et non pas d'être compris — celle de Pascal ou de Montaigne, des penseurs qui pensent et parlent clairement et n'espèrent plus. Dans l'insulte de Brochier, il faut entendre un éloge : contrairement à ceux qui ont des commentateurs, Camus a des lecteurs. C'est aussi la parole d'un snobisme parisien. À l'époque du communisme triomphant des années 1950, Camus explique, dans L'Homme révolté, que la révolution et le conservatisme sont les deux faces d'une même pièce, deux modalités de la négativité. Alors que la révolte dit oui avant de dire non. Elle donne des contours à son projet et s'impose des seuils dans les moyens de sa conquête ».

### Roman américain et Nouveau Roman
Camus a admis être influencé par la technique du roman américain, en particulier par les œuvres d'écrivains tels qu'Hemingway, Steinbeck, et William Faulkner, dont l'approche a laissé une marque profonde sur lui. Néanmoins, il était tout à fait conscient des limites de cette approche. Lors d'une entrevue accordée aux Nouvelles Littéraires en novembre 1945, il a exprimé son point de vue : « La technique américaine me paraît aboutir à une impasse. Je l’ai utilisée dans L’Étranger, c’est vrai. Mais c’est qu’elle convenait à mon propos qui était de décrire un homme sans connivence apparente. En généralisant ce procédé, on aboutit à un univers d’automates et d’instincts. Ce serait un appauvrissement considérable. C'est pourquoi tout en reconnaissant la contribution du roman américain, je préfère cent fois un Hemingway à un Stendhal ou un Benjamin Constant ». Cette déclaration met en lumière l'importance que Camus accordait à l'exploration des comportements des personnages et à leur profondeur psychologique, en contraste avec le risque d'appauvrissement inhérent à une exploration trop mécaniste des comportements humains,,.
Le Nouveau Roman, émergé ou début des années cinquante, repose sur les contributions d'auteurs tels qu'Alain Robbe-Grillet, Nathalie Sarraute, Michel Butor et Claude Simon. En réaction à la « littérature à messages » et à une prose trop verbeuse, cette tendance littéraire privilégie une écriture plus épurée tout en demeurant descriptive. L'Étranger de Camus a servi de modèle pour cette « école littéraire » plutôt hétérogène. Cependant, il a fini par faire face à des critiques au sein de ce mouvement en raison de son attachement à la nature et à ses propres concepts philosophiques ; mais son style littéraire présente toutefois des similitudes avec la plupart de ces nouveaux romanciers.

### La figure du silence
Selon Jean-Michel Wavelet, IA-IPR honoraire, le style littéraire de l'écrivain est dû à son rapport singulier à la langue française. Elle est une source de résilience et de libération pour les privés de mots réduits au silence. Condamné à l’incommunication, enfermé dans le patois de son quartier replié, ghettoïsé, isolé par ce mélange d’espagnol, d’arabe, d’italien et de français qui limitait le champ d’exploration à celui de l’action immédiate, Albert Camus s’est évadé de cette « forteresse sans pont-levis » en s’appropriant la langue française. Il a pu explorer l’écriture pour dire la souffrance, témoigner de la pauvreté et s’en est par là même affranchi en révélant et maîtrisant ses émotions. La langue lui a permis de sortir de l’oubli, d’exhumer la mémoire des gens de peu. Dans La Peste, Joseph Grand n’a pas la même chance : il reste pauvre parce qu’il ne trouve pas ses mots. Les Muets sont condamnés à la misère tandis que Le Renégat perd sa langue en renonçant à ce qu’il est. Mais le défaut de mots a aussi quelque chose de tragique. Dans Le Malentendu, Jan perd la vie faute de dire les mots qui lui permettraient d’être reconnu. En n’énonçant pas la vie comme valeur suprême, les citoyens romains sont aussi menacés d’exécution par Caligula, tandis que Meursault dans l’Étranger, contraint au silence, est condamné à mort faute d’avoir su se faire comprendre. La vie à portée de mots se perd dans un terrifiant silence. Les sans-mots sont les premières victimes des tragédies camusiennes, et la voix de la pauvreté est d’abord silencieuse.
L'écrivain est également marqué par la vie de sa mère, Catherine Hélène Sintès. En partie sourde, ne sachant ni lire, ni écrire : elle ne comprenait un interlocuteur qu'en lisant sur ses lèvres, n'avait qu'un petit vocabulaire « de 400 mots » et communiquait en utilisant une gestuelle propre à sa famille. « Dépendante et perdue au quotidien, peu écoutée et peu comprise, condamnée aux échanges rudimentaires et banals, elle est coupée du monde des autres et n’a accès ni à la culture ni au divertissement ». Cette expérience sera douloureuse pour Camus qui ne cessera de questionner ce mutisme terriblement angoissant, où son œuvre portera toujours la marque de l’indicible, de l’incapacité à dire ou de l’impuissance à faire entendre sa voix, comme vu dans Les Muets, L’Étranger, Le Malentendu et Le Renégat. Le silence est fondamental, c'est un mode d'existence au monde, d'où naît la parole vraie : « Un homme est plus un homme par les choses qu'il tait que par les choses qu'il dit », a-t-il écrit,,.

### Rapports à l'existentialisme
L'absurde camusien ne conduit pas au nihilisme, elle est une réponse au nihilisme, comme l'est l'existentialisme sartrien ou chrétien, qui ont des emphases différentes et sont associés à des penseurs distincts. Ainsi, bien que Jean-Paul Sartre et Albert Camus considéraient tous les deux l'Univers comme dénué de sens, l'existentialisme athée met l'accent sur l'athéisme, la liberté individuelle et la responsabilité morale : l'individu peut créer son essence à travers ses choix et ses actions. C'est une approche métaphysique de la transcendance et du libre arbitre, de la conscience comme un empire dans un empire. Tandis que Camus avance que la vie est fondamentalement absurde, le sens inhérent et intrinsèque de l'Univers étant inaccessible. Seule la révolte existe, une signification personnelle du monde malgré l'absence de sens objectif, où l'individu l'a créé à travers ses choix et ses engagements, où il continue de vivre pleinement dans le présent en embrassant l'absurde, en refusant l'assujettissement aux formes de croyances irréfléchis et en se tournant pleinement vers l'humain. C'est une approche métaphysique de l'immanence. Aussi, là où Camus avance que l'existence est liée à la révolte et relie tous les humains, les existentialistes affirment l'existence individuelle et l'absence de nature humaine,.
| Questions métaphysiques                                          | Existentialisme athée | Existentialisme chrétien                                                                             | Absurde camusien                                                                                               | Nihilisme                                              | Pensée nietzschéenne                                        |
| ---------------------------------------------------------------- | --- | --- | --- | ------------------------------------------------------ | ----------------------------------------------------------- |
| Y a-t-il un sens inhérent, intrinsèque et inaliénable à la vie ? | Oui,. | Oui.                                                                                                 | Oui. | Non.                                                   | Peut-être, elle n'a pas de sens prédéterminé ou universel,. |
| Y a-t-il une signification inhérente à l'Univers ?               | Non. | Peut-être, mais nous devons avoir la foi pour y croire.                                              | La relation absurde entre le monde et l'Humain ne nous permet pas de l'affirmer.                               | Non.                                                   | Non.                                                        |
| Pouvons-nous créer un sens ?                                     | Oui, c'est tout ce que nous pouvons faire. Cela implique de faire des choix authentiques et d'assumer la responsabilité qui en découle. | Oui, par la foi d'un sens qui est au-delà de notre compréhension. C'est le but de l'existentialisme. | Oui, par la révolte, la liberté et la passion.                                                                 | Non, il n'y a pas de sens à créer quelque chose.       | Oui, par la volonté de puissance,.                          |
| La poursuite d'un sens inhérent est-elle envisageable ?          | Non, cette poursuite est en elle-même dénuée de sens.                                                                                   | Oui.                                                                                                 | Non, mais cette poursuite est en elle-même significative. On se doit de trouver une signification personnelle. | Non, cette poursuite est en elle-même dénuée de sens,. | Non,.                                                       |
| Pouvons-nous résoudre le problème du sens de la vie ?            | Oui, en créant notre propre signification et notre propre essence.                                                                      | Oui, en créant notre propre sens avec Dieu,.                                                         | Oui, en embrassant l'absurde.                                                                                  | Non.                                                   | Oui, en embrassant et en affirmant son existence.           |

La parution du second essai d'Albert Camus L'Homme révolté, en 1951, entraîna la rupture de l'écrivain avec Jean-Paul Sartre et l’équipe de la revue Les Temps modernes, à la suite de la critique violente de Francis Jeanson dans le numéro de juin 1952. Camus riposte par une « Lettre au directeur des Temps modernes » dans le numéro 82 d’août 1952 ; la réponse cinglante de Sartre, dans le même numéro, consacre la rupture. Ce dernier lui reprochait de confondre dans une même critique nazisme et stalinisme alors que Camus cherchait à définir une morale collective exaltant la solidarité humaine. Dans La Chute en 1956, Camus émet également une remise en cause radical de l'existentialisme sartrien. Leur opposition idéologique et politique qui durait depuis 1945 s’est donc entièrement révélée en 1951, l’écrivain-philosophe alerte le lecteur sur les dérives révolutionnaires menant au crime d’état et aux systèmes concentrationnaires ; à la même époque, Sartre lui, s'était rapproché du Parti communiste. Camus sera profondément et durablement marqué par ce conflit. En France, seuls René Char, Louis Guilloux, Jules Roy et quelques autres lui restent fidèles. Des intellectuels étrangers, tels qu’Hannah Arendt, Czeslaw Milosz et Boris Pasternak le soutiendront également,,.
Cette pensée sceptique et lucide est affirmée quand Albert Camus disait que « choisir son camp » en sacrifiant une tâche pour mieux accomplir l'autre, finirait par les mettre toutes deux hors de portée. Dans L'Eté, il écrivait : « Il y a la beauté et il y a les humiliés. Quelles que soient les difficultés de l'entreprise, je voudrais ne jamais être infidèle ni à l'une ni aux autres » et se disait dans L'Envers et l'endroit : « placé à mi-distance de la misère et du soleil », ajoutant : « la misère m'empêcha de croire que tout est bien sous le soleil et dans l'histoire ; le soleil m'apprit que l'histoire n'est pas tout »,.
La parution de L’Homme révolté provoque également une polémiques avec André Breton et les surréalistes, qui mènent une vigoureuse critique dans plusieurs fascicules de la revue Arts et un numéro spécial de La rue intitulé Révolte sur mesure. Georges Bataille prend la défense de Camus contre les surréalistes dans Le temps de la révolte paru dans les no 55 et 56 de sa revue Critique en décembre 1951 et janvier 1952, puis en décembre 1952 avec l'article L’affaire de L’homme révolté, cette fois-ci contre Sartre, dans le no 67 de la même revue,,,,.

### Rapports à la pensée nietzschéenne
Peut-on voir aussi que l'absurde camusien est une réponse (ou une complémentarité) à la philosophie de Friedrich Nietzsche autour de quelques concepts majeurs : le Surhumain, le Dionysiaque, la Volonté de Puissance, le ressentiment, le Dernier homme ou encore l'Éternel retour ; Nietzsche ayant dessiné — comme Lucrèce ou Spinoza — une philosophie de la joie, de la création et de la plénitude vitale, où il souligne que le secret de la plus grande jouissance consiste à vivre intensément et dangereusement, mais où sa pensée se confronte également et énormément à celle de Camus, notamment sur les valeurs morales et politiques,.

« L’absurde occupe, dans la pensée de Camus, le rôle de pivot que Nietzsche assigne au nihilisme — dès qu’il est entrevu, toute doctrine en témoigne et avère son emprise en essayant de le réfuter : « Nietzsche [reconnaît Camus], colonise au profit du nihilisme les valeurs qui, traditionnellement, ont été considérées comme des freins au nihilisme. Principalement, la morale ». Avisés, l’un et l’autre, que les êtres de chair prennent l’habitude de vivre, longtemps avant d’adopter la manie de penser, Nietzsche et Camus sont des humanistes de l’inhumain, qui pensent à hauteur d’homme sans jamais verser dans l’anthropocentrisme. Si un homme accepte, un beau jour, de vivre dans un monde dépouillé de ses chimères, c’est davantage l’effet de « l’énergie » (Nietzsche) ou de « l’amour » (Camus) que de la fatigue. Nous sommes un corps avant tout. Un corps mêlé, mobile et spontanément rétif à l’anéantissement : « le chemin de la lutte me fait rencontrer la chair. Même humiliée, la chair est ma seule certitude. Je ne puis vivre que d’elle. La créature est ma patrie. Voilà pourquoi j’ai choisi cet effort absurde et sans portée. Voilà pourquoi je suis du côté de la lutte ». [...] Le savoir-vivre dépasse le savoir-faire : qu’une œuvre soit ou non à la hauteur d’une vie, l’artiste, ou le créateur, est d’abord un grand vivant, et Nietzsche paraît à Camus « être le seul artiste à avoir tiré les conséquences extrêmes d’une esthétique de l’Absurde, puisque son ultime message réside dans une lucidité stérile et conquérante et une négation obstinée de toute consolation surnaturelle ». Il faut aimer le monde et la vie au point d’en désirer le retour éternel. Ou bien d’imaginer Sisyphe heureux,,,. »

— Raphaël Enthoven, « Camus, Albert », « C », Dorian Astor éd., Dictionnaire Nietzsche, Bouquins, 2017, p. 118.

## Œuvres

### L'Étranger
Dès l'incipit de L'Étranger (« Aujourd’hui maman est morte. Ou peut-être hier je ne sais pas »), le personnage de Meursault « se présente étranger par étrangeté », par une sorte d'apathie qui l'éloigne de toute émotion, et qui traduit son mépris des valeurs communes. C'est ce qui condamne le personnage aux yeux des autres. Selon l'universitaire Marie Jejcic, le mépris est un concept qui alimente l'absurde chez Camus. Meursault semble vivre son quotidien de manière quasi-mécanique, sans saisir les convenances de la société. Selon l'auteur Christophe Junqua, Camus met en évidence « l'absurde sourd » des situations dans lesquelles le personnage montre son « inadéquation avec les codes ». Côtoyer les autres lui est difficile, « parce qu’ils lui rappellent sans cesse, par les codes qu’ils ont intériorisés, sa propre étrangeté, c’est-à-dire son décalage permanent avec les convenances ou les attentes d’autrui ». Meursault s'exclurait même de l'humanité, « en se soustrayant à la compréhension » des autres, du fait qu'il est incapable de s'expliquer. Le mal reste humain, mais l'absurde ne l'est pas,.
Ce qui réconcilie précisément l'humain avec lui-même, c'est « la reconnaissance de l'absurde » : Meursault n'est plus étranger à lui-même lorsqu'il use de sa liberté en refusant de se faire pardonner devant Dieu (le « masque ultime de l'absurde »). Sa conscience de sa propre « densité existentielle » se développe avec la seule véritable certitude qui s'annonce à lui, celle de sa mort prochaine. Plus le futur se restreint et plus les possibilités d'actions hic et nunc sont grandes. Ainsi, l'homme absurde jouit d'une liberté nouvelle. Dans « Explication de L'Étranger », Jean-Paul Sartre déclare : « L'homme absurde ne se suicidera pas : il veut vivre, sans abdiquer aucune de ses certitudes, sans lendemain, sans espoir, sans illusion, sans résignation non plus. L'homme absurde s'affirme dans la révolte. Il fixe la mort avec une attention passionnée et cette fascination le libère : il connaît la « divine irresponsabilité » du condamné à mort »,.

### Le Mythe de Sisyphe
Pour avoir défié les dieux, Sisyphe est condamné, pour l'éternité, à pousser en rocher le haut d'une montagne. Lorsque le rocher atteint le sommet, il ré-atterrit au pied de la montagne. Sisyphe doit alors répéter cet acte pour toujours. Mais alors, à quoi bon exister si son existence n'a aucun sens ? Albert Camus explique que la conscience humaine est à l'origine de nos angoisses face à l'absence de réponse quant à la raison de notre existence. Peut-être que la foi est nécessaire pour éviter la confrontation à l'absurdité de la vie. Mais l'homme absurde ne cherche pas à apaiser ses angoisses, il cherche la vérité fondamentale, la lucidité. Sisyphe, d'abord désespéré de son sort, modifia un jour la perception qu'il avait de sa condition. Il ne se vit alors plus comme l'esclave de dieu et du temps, il se vit comme une force de réalisation, d'accomplissement de son destin, il se trouva une raison d'exister. À partir de ce moment, il incarna la révolte, l'engagement passionné de soi et de ses expériences. Incarner la révolte, c'est perforé l'absurde par son affirmation, sa puissance d'accomplissement. Devenue lucide, Sisyphe accepta alors l'absurde, car il y trouva la source de sa véritable liberté. Accepter l'absurde, c'est accepter la contradiction entre la quête de sens et la possibilité de ne pas en trouver.

« Cet univers désormais sans maître ne lui paraît ni stérile ni futile. Chacun des grains de cette pierre, chaque éclat minéral de cette montagne pleine de nuit, à lui seul forme un monde. La lutte elle-même vers les sommets suffit à remplir un cœur d'homme. Il faut imaginer Sisyphe heureux. »

— Albert Camus, excipit du Mythe de Sisyphe.
Le Mythe de Sisyphe se présente comme l'étude philosophique d'une histoire appartenant à la mythologie grecque dans une réflexion sur l'absurde. Dans cet essai, Camus dit que « l'absurde naît de cette confrontation entre l'appel humain et le silence déraisonnable du monde ». Selon lui, deux forces s'opposent : l'appel humain à connaître sa raison d'être, et l'absence de réponse du milieu où il se trouve — l'homme vivant dans un monde dont il ne comprend pas le sens, dont il ignore tout, jusqu'à sa raison d'être. L'homme absurde ne pourrait échapper à son état qu'en niant l'une des forces contradictoires qui le fait naître : trouver un sens à ce qui est, ou faire taire l'appel humain,.
Pour Camus, le personnage de Sisyphe « personnifie le malheur de l'Homme et l'absurdité de la vie » à travers sa volonté de continuer à faire rouler un rocher au sommet d'une colline, même si ce rocher finit toujours par redescendre. C'est un travail interminable et privé de sens. Pourtant, Sisyphe fait en toute conscience, sans illusion de réussite. Il sait qu'il est confronté à une punition irrationnelle, et son devoir d'affronter les dieux et de remonter inlassablement ce rocher est pour lui la seule chose qui compte. Il parvient à tirer de son emprisonnement, sa propre liberté. Il apprécie l’acte en lui-même et non pas ce que l’acte peut lui apporter par la suite. En somme, il aime le moment présent,,. L'Homme absurde habite un monde dans lequel il doit accepter que « tout l'être s'emploie à ne rien achever », mais que c'est un monde dont il est le maître. Et Camus, qui fait de Sisyphe le héros absurde, écrit à l'épilogue de son essai qu'« il faut imaginer Sisyphe heureux »,.

### Caligula et Le Malentendu
L'empereur romain Caligula découvre que les hommes meurent et ne sont pas heureux ; que la vie n'a aucun sens. Après la mort de la femme qu'il aimait, il va chercher à inciter les hommes à se libérer des mensonges sur lesquels ils s'appuient pour vivre. Pour y parvenir, il décide de prendre « le visage bête et incompréhensible des dieux », et de se montrer « insensible, immoral et cruel » à leur image. Il dit plus tard avoir atteint le bonheur dans l'« universel mépris », qui est la « logique implacable qui broie des vies humaines ». Le personnage éprouve une angoisse extrême à voir le sens de la vie et la raison d'exister se dissiper. Le sentiment de l’absurde, la fin de l'espoir, lui apportent la liberté et le poussent à la révolte. Mais Caligula, qui va jusqu'à s'autoriser à tuer, constate finalement son échec à la fin de la pièce : « Je n'ai pas pris la voie qu'il fallait, je n'aboutis à rien ». Son état de liberté tellement loin de l'Homme, presque divin et unique, le rend terriblement seul. Pour Camus, l'homme doit être sa propre et unique fin et ses actes ne doivent pas aller à l'encontre de l'Humanité.
Dans Le Malentendu, deux femmes se révoltent contre leur sensation d'enfermement, d'attente et de répétition. Gérantes d'une auberge, elles tuent et dépouillent régulièrement les voyageurs qui y séjournent, dans l'espoir de faire fortune et de pouvoir voyager à leur tour. Elles en viennent à tuer un membre de leur famille, revenu auprès d'elles après une longue absence, mais qui se trouve dans la confusion verbale et incapable de leur communiquer son identité. À travers ces personnages féminins, Camus a souhaité illustrer les conduites extrêmes qu'il réfute : le meurtre et le suicide,.

### La Peste
En 1947, La Peste montre que les cycles ne sont ni rigides, ni étanches. Dans cette chronique, Sisyphe et Prométhée cohabitent, représentant les deux temps de la révolte : le premier, au niveau individuel, refuse la condition que lui font les dieux, le second affirme la cause de l’homme et veut son affranchissement. En 1955, à la radio, Camus résumait en ces termes son roman : « La Peste est l’histoire d’une épidémie qui s’abat sur une ville où des gens vivant individuellement de la manière la plus banale et la plus simple sont peu à peu entraînés dans cette épidémie, dans cette tragédie collective, et finissent par ne faire qu’un amalgame sous la domination de la maladie. Ensuite, la maladie recule et peu à peu ces individus reprennent leur activité comme ils le peuvent ».
Interprétée comme une métaphore de la résistance au nazisme et un appel à la solidarité humaine face à l'oppression, Camus y promeut l'idée de la responsabilité individuelle face à l'injustice, un thème qui traverse toute son œuvre. Mais en 1946, lorsqu'il met un point final à La Peste, il le fait sans joie : « J’ai l’idée que ce livre est totalement manqué, que j’ai péché par ambition et cet échec m’est très pénible. Je garde ça dans mon tiroir, comme quelque chose d’un peu dégoûtant ». En 1959, Albert Camus revenait sur la douloureuse solitude de l'écrivain dans un entretien pour la télévision française : « Un écrivain travaille solitairement. Est jugé dans la solitude. Surtout se juge lui-même dans la solitude. Cela n’est pas bon, ni sain ». Et il finit ainsi par donner le manuscrit à Gallimard, qui fait paraître le livre en juin 1947. Cependant, le succès en librairie est immense. C’est la première fois pour Camus, qui se dit « déconcerté ». Il s'exprimait ainsi à la RDF, en 1950 : « Ceux de mes livres qui ont plu m’exprimaient mal et ne me ressemblaient pas »,,.
À la fin de La Peste, l'écrivain fait dire au héros principal, le docteur Rieux, qu'il a rédigé cette chronique « pour dire simplement ce qu'on apprend au milieu des fléaux, qu'il y a dans les hommes plus de choses à admirer que de choses à mépriser » Tout en montrant les capacités humaines de solidarité, de combat, Camus alerte pour ne jamais oublier les leçons des épreuves : « Le bacille de la peste ne meurt ni ne disparaît jamais ».

### L'Homme révolté
Vers 1950, Camus reprend dans L'Homme révolté la méditation qu'il a entamée vers 1936 avec Le Mythe de Sisyphe. Si le seul problème philosophique sérieux dans l’essai de 1942 est le suicide, dans celui de 1951, c’est le meurtre. S'il n'y a plus de sens ni de valeur, si tout est possible et si rien n'a d'importance, si rien n'est ni vrai ni faux, ni bon ni mauvais, alors la vie humaine n'est plus qu'un enjeu, le monde n'est plus partagé en justes et injustes, mais en maîtres et esclaves. Mais l'analyse absurde n'est pas indifférente à l'acte de tuer. Pour s'exposer à « la confrontation désespérée entre l'interrogation humaine et le silence du monde », il faut une conscience vivante. Le nihilisme absolu, indifférent à la vie, culmine dans le suicide collectif qui veut entraîner tout un monde avec lui dans la destruction (comme les suicides hitlériens de 1945). Au contraire, le suicide solitaire ne se connaît aucun droit sur la vie des autres.
L’Homme révolté n’est plus seul, il se révolte contre ceux qui veulent le réduire en esclavage. Camus ne pose pas le problème de la révolte d’un point de vue abstrait, universel, mais dans un contexte occidental : comment l’homme, au nom de la révolte, s’accommode-t-il de la terreur ? Comment cette révolte aboutit-elle aux univers totalitaires de notre époque ? Comment l’homme justifie-t-il le crime et l’asservissement au nom de l’Histoire ? Dans cet essai composé de cinq parties, Camus étudie la révolte d’un point de vue historique, littéraire, artistique, philosophique et en montre les perversions. La justice et la liberté sont antinomiques et nécessitent de trouver un compromis. L’ouvrage se termine sur un éloge de la mesure : « la pensée de midi », présentée comme l'opposition de la résignation. Aux totalitarismes européens, il oppose l’équilibre grec et méditerranéen.

### L'État de siègeetLes Justes
« De plus loin que je me souvienne, il a toujours suffi qu'un homme surmonte sa peur et se révolte pour que leur machine commence à grincer. Je ne dis pas qu'elle s'arrête, il s'en faut. Mais enfin, elle grince, et, quelquefois, elle finit vraiment par se gripper. »

— La secrétaire, L'État de siège, Gallimard, coll. « Folio théâtre », p.178.
Dans la moins connue de ses pièces, Albert Camus raconte l'apparition d'une étrange peste dans la petite et paisible ville espagnole de Cadix. Cette peste est incarnée par un homme, allégorie de l'Occupation, de la dictature, du totalitarisme, de l'État policier ou bureaucratique. Elle instaure un état de siège qui apporte ordre, contrôle et surveillance ; tous semblent se plier à la terreur engendrée par cet état, tous, sauf Diego, qui décide de ne plus avoir peur et de se révolter.
Cette pièce montre comment une collectivité (et non un individu, comme dans Caligula) réagit face au malheur et à l'instrumentalisation de la peur. Elle est écrite dans un style lyrique, qui chante l'amour, la solitude de l'homme face à son destin, la communion d'une cité. Chez Camus, cette révolte est une activité intellectuelle, nécessitant un courage permanent, elle est un engagement nécessaire. « Ma vie n'est rien. Ce qui compte, ce sont les raisons de ma vie. Je ne suis pas un chien ». En 1950 à la radio, il affirma que L'État de siège est l'un de ses livres « qui me ressemblent le plus, [mais] c'est aussi celui qui a le moins plu »,,.

« Vous avez cru que tout pouvait se mettre en chiffres et en formules ! Mais dans votre belle nomenclature, vous avez oublié la rose sauvage, les signes du ciel, les visages d'été, la grande voix de la mer, les instants du déchirement et la colère des hommes ! (Elle rit.) Ne riez pas. Ne riez pas, imbécile. Vous êtes perdus, je vous le dis. Au sein de vos plus apparentes victoires, vous voilà déjà vaincus, parce qu'il y a dans l'homme - regardez-moi - une force que vous ne réduirez pas, ignorante et victorieuse à tout jamais. C'est cette force qui va se lever et vous saurez alors que votre gloire était fumée. »

— Diego à la secrétaire, L'État de siège, Gallimard, coll. « Folio théâtre », p. 175-176.

### Le Premier Homme
Comme l'écrit Agnès Spiquel — ancienne présidente de la SEC – Camus n’a pas voulu écrire une autobiographie : « Il parle toujours de son « roman », et cette transformation du réel en fiction lui confère une double dimension, politique et symbolique, que l’écriture autobiographique aurait difficilement pu assumer. À travers la quête de Jacques Cormery, se déploie l’histoire de l’Algérie depuis l’arrivée des Européens : de 1953, où la guerre est déjà dans les rues d’Alger, avec les bombes et les parachutistes, en remontant jusqu’en 1848, à l’arrivée des premiers colons, migrants de la misère, dont le père et la mère de Jacques ont prolongé le sort de victimes de l’Histoire, et même jusqu’en 1830, aux débuts militaires d’une colonisation, dont tout annonce, dans les années 1950, qu’elle va s’achever dans l’éviction des Blancs d’Algérie. En écrivant Le Premier Homme, Camus plaide pour le droit de ceux-ci à rester sur la terre où ils sont nés, mais dans un tout autre rapport avec la communauté arabe ; « deux peuples sur une même terre », le roman reprend à sa manière la position qu’il avait défendue dans Chroniques algériennes (1958) ». En choisissant ce titre, « Camus souligne également la dimension symbolique du roman ». Certes, le « premier homme », c’est l’orphelin qui doit grandir sans père et se forger ses propres repères ; c’est aussi l’exilé qui doit inventer une nouvelle vie ; et c’est tout homme qui doit apprendre à vivre, se mettre au monde tout au long de sa vie, en sachant qu’il restera toujours « obscur à soi-même ». Ce roman, enfin, témoigne de la maîtrise d’un écrivain qui sait désormais manier tous les registres et tous les styles ; ce devait être la grande œuvre de la maturité de Camus,,.

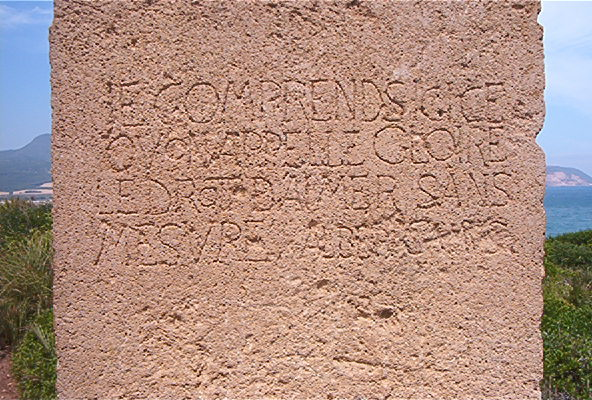
Stèle à la mémoire d'Albert Camus érigée en 1961 et gravée par Louis Bénisti, face au mont Chenoua à Tipasa, près d'Alger, où l'on peut lire un extrait de l’essai Noces à Tipasa : « Je comprends ici ce qu'on appelle gloire : le droit d'aimer sans mesure ».

En août 2023, Sara Grira — journaliste et rédactrice en chef d'Orient XXI— publie une critique de ce livre auquel elle avance d'avoir une « vision mythologique de la conquête coloniale », dans laquelle les colons français et autochtones arabes sont mis sur le même plan dans leur pauvreté, et aspireraient à vivre fraternellement « par le seul miracle de leur commune présence géographique ». La présentation de l'Algérie par Camus comme une terre « vierge », est comparée à l'idéologie américaine de « destinée manifeste » pendant la conquête de l'Ouest, qui a lieu en partie simultanément avec la conquête française de l'Algérie. Si Sara Grira rend hommage à Camus dont elle affirme que de « nombreux textes n’ont rien perdu de leur beauté ou de leur puissance », elle voit dans le récit de ce livre une « imaginaire réactionnaire », dont l'auteur s'est « extrait du temps historique pour plonger dans le temps sacré ». Elle cite également le poète franco-algérien Jean Sénac, avec qui Camus s'est détaché,.

### Hors cycle: essais non philosophiques et nouvelles
En 1937, le jeune libraire-éditeur Edmond Charlot publie à Alger L’Envers et l’Endroit, recueil de cinq textes entre récits et essais dans lesquels Camus, lors de sa réédition en 1958, voit la « source » de son œuvre : « Chaque artiste garde ainsi, au fond de lui, une source unique qui alimente pendant sa vie ce qu’il est et ce qu’il dit [...] Pour moi, je sais que ma source est dans L’Envers et l’Endroit, dans ce monde de pauvreté et de lumière où j’ai longtemps vécu et d’où le souvenir me préserve encore des deux dangers contraires qui menacent tout artiste, le ressentiment et la satisfaction ». La figure de la mère silencieuse apparaît dans ce premier ouvrage. On la retrouve dans L’Étranger, La Peste ou Le Premier Homme. Plus loin l’écrivain continue : « Si, malgré tant d’efforts pour édifier un langage et faire vivre des mythes, je ne parviens pas un jour à récrire L’Envers et l’Endroit, je ne serais jamais parvenu à rien, voilà ma conviction obscure. Rien ne m’empêche en tout cas de rêver que j’y réussirai, d’imaginer que je mettrai encore au centre de cette œuvre l’admirable silence d’une mère et l’effort d’un homme pour retrouver une justice ou un amour qui équilibre ce silence »,.
En 1939, les quatre essais de Noces mêlent récit, poésie et réflexion philosophique. Ces textes prennent parfois, tout comme ceux de L’Envers et l’Endroit, un tour autobiographique. Ce recueil, dont le titre invite au lyrisme, dit l’accord de l’homme et du monde. Edmond Charlot publiera enfin, en mai 1950, Le Minotaure ou la halte d’Oran, écrit en 1939 et qui sera intégré dans L’Été. Camus réunit en 1954, dans ce dernier, huit textes écrits entre 1939 et 1953. Le recueil s’articule autour du thème « solaire » ; il oscille entre espoir et souvenir. Selon l'écrivain, « une sorte de fil d’or » unit Noces à L’Eté, celui du lyrisme, de la prose poétique et de la pensée méditerranéenne, célébrant Alger, Oran puis Tipasa, un lieu « habité par les dieux ». Camus, sept années après la parution de La Peste, revient à ses essentiels : la Méditerranée, avec « son tragique solaire qui n’est pas celui des brumes » ; la lumière, « si éclatante qu’elle en devient noire et blanche » ; la mer, dont il se tient « au plus près » ; l’Algérie, sa « vraie patrie ».
Avec La Chute, en 1956, Camus met fin à un silence relatif et renoue avec la fiction. Ce récit, qui appartenait à l’origine aux nouvelles de L’Exil et le Royaume, revient sur la querelle avec les existentialistes. Réfugié dans l’enfer des canaux d’Amsterdam, Jean-Baptiste Clamence, ancien avocat parisien, conseiller des truands, receleur, devenu « juge-pénitent », garde toujours la maîtrise de la parole dans un monologue très théâtralisé. Camus résumait son récit ainsi « L'homme qui parle dans La Chute se livre à une confession calculée. Réfugié à Amsterdam, dans une ville de canaux et de lumière froide, où il joue à l'ermite et au prophète, cet ancien avocat attend, dans un bar douteux, des auditeurs complaisants. Il a le cœur moderne, c'est-à-dire qu'il ne peut supporter d'être jugé. Il se dépêche donc de faire son propre procès, mais c'est pour mieux juger les autres. Le miroir dans lequel il se regarde, il finit par le tendre aux autres. Où commence la confession, où l'accusation ? celui qui parle dans ce lieu fait-il son procès, ou celui de son temps ? Est-il un cas particulier, ou l'homme du jour ? Une seule vérité en tout cas, dans ce jeu de glaces étudié : la douleur, et ce qu'elle promet ».
En 1957, L’Exil et le Royaume révèle la maîtrise de l’écriture camusienne. À partir d’un schéma très simple, d’une situation banale, l’auteur livre six nouvelles d’une étonnante variété quant aux titres, aux lieux, aux protagonistes. Le recueil traite, nous dit Camus dans son Prière d’insérer, du thème de l’exil « de six façon différentes, depuis le monologue intérieur jusqu’aux récits réalistes. […] Quant au royaume dont il est question aussi, dans le titre, il coïncide avec une certaine vie libre et nue que nous avons à retrouver, pour renaître enfin ».